# Чемпионат России по баскетболу 2011/2012
Чемпионат России по баскетболу 2011/2012 (официально носивший название чемпионат БЕКО ПБЛ) является вторым сезоном, проводимым под эгидой Профессиональной баскетбольной лиги, и 21-м чемпионатом России. Победителем чемпионата стал ЦСКА.
По ряду причин, в том числе проблемам финансирования и затянувшимся спорам между Профессиональной баскетбольной лигой и Единой лигой ВТБ — какая же организация будет проводить чемпионат России, БК «Урал», выигравший розыгрыш Суперлиги 2011/2012, вынужден был отложить повышение в классе — следующий сезон команда вновь проведёт в Суперлиге, которая расширена с девяти до пятнадцати команд.

## Регламент
Из-за участия сборной России в Олимпийском квалификационном турнире 2012 чемпионат России 2011/2012 мог остаться без серии плей-офф. Регулярный чемпионат проходит в два круга с 6 октября 2011 года по 24 апреля 2012 года. Все команды встречаются между собой на домашних и гостевых аренах. Всего в регулярном сезоне каждая команда сыграет 18 матчей. Решение о проведении, а также формате, или отсутствия серии плей-офф будет принято весной 2012 года и будет зависит от выступления российских команд в европейских клубных баскетбольных соревнованиях. Последний возможный игровой день чемпионата определен 22 мая 2012 года.
2 декабря 2011 года на Совете Профессиональной баскетбольной лиги было принято решение о проведении серии плей-офф без стадии четвертьфинал.
Серии матчей за 5—8-е места и игры за 5-е и 7-е место проводится до двух побед по схеме 1+1+1: 1-я и при необходимости 3-я игра проводятся на площадке команд, указанных первыми в сетке плей-офф, 2-я игра проводится на площадке команд, указанных вторыми.
Полуфинал' проводится до двух побед по схеме 1+1+1: 1-я и при необходимости 3-я игра проводятся на площадке команд, указанных первыми в сетке плей-офф, 2-я игра проводится на площадке команд, указанных вторыми.
Финал' и игры за 3-е место проводятся до трех побед по схеме 2+2+1: 1-я, 2-я и при необходимости 5-я игра проводятся на площадке команд, указанных первыми в сетке плей-офф, 3-я и при необходимости 4-я игра проводятся на площадке команд, указанных вторыми.

## Регулярный сезон

### Турнирная таблица
| Место                                        | Команда          | Игры | Поб | Пор | Забито | Пропущено | +/-  | Очки |
| -------------------------------------------- | ---------------- | ---- | --- | --- | ------ | --------- | ---- | ---- |
| 1                                            | ЦСКА             | 18   | 17  | 1   | 1571   | 1234      | +337 | 35   |
| 2                                            | Химки            | 18   | 15  | 3   | 1465   | 1348      | +117 | 33   |
| 3                                            | Триумф           | 18   | 12  | 6   | 1461   | 1434      | +27  | 30   |
| 4                                            | Локомотив-Кубань | 18   | 9   | 9   | 1384   | 1439      | −55  | 27   |
| 5                                            | Спартак СПб      | 18   | 9   | 9   | 1407   | 1364      | +43  | 27   |
| 6                                            | УНИКС            | 18   | 8   | 10  | 1316   | 1294      | +22  | 26   |
| 7                                            | Спартак-Приморье | 18   | 8   | 10  | 1433   | 1460      | −27  | 26   |
| 8                                            | Красные крылья   | 18   | 7   | 11  | 1363   | 1449      | −86  | 25   |
| 9                                            | Нижний Новгород  | 18   | 3   | 15  | 1335   | 1516      | −181 | 21   |
| 10                                           | Енисей           | 18   | 2   | 16  | 1332   | 1536      | −204 | 20   |
| Данные на 24 апреля 2011 Итоговое положение. |                  |      |     |     |        |           |      |      |

### Результаты матчей

#### Первый круг
| 19:00 | Отчёт | Нижний Новгород                    | 62:79    | ЦСКА                                | Нагорный дворец спорта профсоюзов, Нижний Новгород Зрителей: 4500 Судьи: Сергей Буланов (Ульяновск) ; Илья Путенко (Санкт-Петербург) ; Алексей Давыдов (Москва) |
| 19:00 | Отчёт | 17:17, 14:19, 18:26, 13:17         |          |                                     | Нагорный дворец спорта профсоюзов, Нижний Новгород Зрителей: 4500 Судьи: Сергей Буланов (Ульяновск) ; Илья Путенко (Санкт-Петербург) ; Алексей Давыдов (Москва) |
| 19:00 | Отчёт | Эрнест Бремер 14, Олег Баранов 8   | Очки     | Дариуш Лавринович 20, 2 игрока 14   | Нагорный дворец спорта профсоюзов, Нижний Новгород Зрителей: 4500 Судьи: Сергей Буланов (Ульяновск) ; Илья Путенко (Санкт-Петербург) ; Алексей Давыдов (Москва) |
| 19:00 | Отчёт | Олег Баранов 6, Бобан Марьянович 5 | Подборы  | Андрей Воронцевич 8, Алексей Швед 7 | Нагорный дворец спорта профсоюзов, Нижний Новгород Зрителей: 4500 Судьи: Сергей Буланов (Ульяновск) ; Илья Путенко (Санкт-Петербург) ; Алексей Давыдов (Москва) |
| 19:00 | Отчёт | 3 игрока по 2                      | Передачи | Алексей Швед 5, 2 игрока по 2       | Нагорный дворец спорта профсоюзов, Нижний Новгород Зрителей: 4500 Судьи: Сергей Буланов (Ульяновск) ; Илья Путенко (Санкт-Петербург) ; Алексей Давыдов (Москва) |

| 7 октября 2011 19:00 | Отчёт | Химки                             | 85:79    | Красные крылья                       | Дворец спорта «Новатор», Химки Зрителей: 2500 Судьи: Сергей Круг (Новосибирск) ; Владимир Охрименко (Уфа) ; Антон Махлин (Санкт-Петербург) |
| 7 октября 2011 19:00 | Отчёт | 20:18, 19:19, 21:17, 25:25        |          |                                      | Дворец спорта «Новатор», Химки Зрителей: 2500 Судьи: Сергей Круг (Новосибирск) ; Владимир Охрименко (Уфа) ; Антон Махлин (Санкт-Петербург) |
| 7 октября 2011 19:00 | Отчёт | Крис Куинн 21, Крешимир Лончар 19 | Очки     | Джарвис Хэйес 21, ДеДжуан Блэйр 14   | Дворец спорта «Новатор», Химки Зрителей: 2500 Судьи: Сергей Круг (Новосибирск) ; Владимир Охрименко (Уфа) ; Антон Махлин (Санкт-Петербург) |
| 7 октября 2011 19:00 | Отчёт | Сергей Моня 7, Крис Куинн 6       | Подборы  | Драган Лабович, Евгений Колесников 4 | Дворец спорта «Новатор», Химки Зрителей: 2500 Судьи: Сергей Круг (Новосибирск) ; Владимир Охрименко (Уфа) ; Антон Махлин (Санкт-Петербург) |
| 7 октября 2011 19:00 | Отчёт | Остин Дэй, Томас Келати 4         | Передачи | Брион Раш, Артур Уразманов по 3      | Дворец спорта «Новатор», Химки Зрителей: 2500 Судьи: Сергей Круг (Новосибирск) ; Владимир Охрименко (Уфа) ; Антон Махлин (Санкт-Петербург) |

| 7 октября 2011 19:00 | Отчёт | Спартак-Приморье                        | 80:73    | УНИКС                                   | Спорткомплекс «Олимпиец», Владивосток Зрителей: 2000 Судьи: Василий Галкин (Челябинск) ; Сергей Михайлов (Москва) ; Александр Говердовский (Москва) |
| 7 октября 2011 19:00 | Отчёт | 27:15, 24:24, 13:13, 16:21              |          |                                         | Спорткомплекс «Олимпиец», Владивосток Зрителей: 2000 Судьи: Василий Галкин (Челябинск) ; Сергей Михайлов (Москва) ; Александр Говердовский (Москва) |
| 7 октября 2011 19:00 | Отчёт | Тори Томас 18, Джелил Акинделе 13       | Очки     | Террелл Лайдэй 13, Генри Домеркант 13   | Спорткомплекс «Олимпиец», Владивосток Зрителей: 2000 Судьи: Василий Галкин (Челябинск) ; Сергей Михайлов (Москва) ; Александр Говердовский (Москва) |
| 7 октября 2011 19:00 | Отчёт | Александр Савенков, Катберт Виктор по 8 | Подборы  | Владимир Веремеенко 9, Келли Маккарти 5 | Спорткомплекс «Олимпиец», Владивосток Зрителей: 2000 Судьи: Василий Галкин (Челябинск) ; Сергей Михайлов (Москва) ; Александр Говердовский (Москва) |
| 7 октября 2011 19:00 | Отчёт | Тори Томас 11, Александр Савенков 2     | Передачи | Генри Домеркант 3, 3 игрока по 2        | Спорткомплекс «Олимпиец», Владивосток Зрителей: 2000 Судьи: Василий Галкин (Челябинск) ; Сергей Михайлов (Москва) ; Александр Говердовский (Москва) |

| 23 октября 2011 18:00 | Отчёт | Химки                                                 | 86:78    | Нижний Новгород                     | Дворец спорта «Новатор», Химки Зрителей: 3000 Судьи: Василий Галкин (Челябинск) ; Сергей Михайлов (Москва) ; Рафаэль Ганиев (Калуга) |
| 23 октября 2011 18:00 | Отчёт | 25:11, 22:22, 20:25, 19:20                            |          |                                     | Дворец спорта «Новатор», Химки Зрителей: 3000 Судьи: Василий Галкин (Челябинск) ; Сергей Михайлов (Москва) ; Рафаэль Ганиев (Калуга) |
| 23 октября 2011 18:00 | Отчёт | Виталий Фридзон 19, Зоран Планинич, Тимофей Мозгов 14 | Очки     | Эрнест Бремер 21, Неманья Протич 18 | Дворец спорта «Новатор», Химки Зрителей: 3000 Судьи: Василий Галкин (Челябинск) ; Сергей Михайлов (Москва) ; Рафаэль Ганиев (Калуга) |
| 23 октября 2011 18:00 | Отчёт | Сергей Моня 7, 3 игрока по 6                          | Подборы  | Вадим Панин 9, 2 игрока по 4        | Дворец спорта «Новатор», Химки Зрителей: 3000 Судьи: Василий Галкин (Челябинск) ; Сергей Михайлов (Москва) ; Рафаэль Ганиев (Калуга) |
| 23 октября 2011 18:00 | Отчёт | Зоран Планинич 6, Остин Дэй 4                         | Передачи | Эрнест Бремер 6, Вадим Панин 2      | Дворец спорта «Новатор», Химки Зрителей: 3000 Судьи: Василий Галкин (Челябинск) ; Сергей Михайлов (Москва) ; Рафаэль Ганиев (Калуга) |

| 23 октября 2011 18:00 | Отчёт | УНИКС                                 | 89:69    | Енисей                                   | Баскет-холл, Казань Зрителей: 2500 Судьи: Владимир Охрименко (Уфа) ; Владимир Разбежкин (Уфа) ; Сергей Беляков (Ижевск) |
| 23 октября 2011 18:00 | Отчёт | 31:16, 21:23, 22:16, 15:14            |          |                                          | Баскет-холл, Казань Зрителей: 2500 Судьи: Владимир Охрименко (Уфа) ; Владимир Разбежкин (Уфа) ; Сергей Беляков (Ижевск) |
| 23 октября 2011 18:00 | Отчёт | Генри Домеркант 19, Келли Маккарти 15 | Очки     | Элмедин Киканович 15, Марко Маринович 11 | Баскет-холл, Казань Зрителей: 2500 Судьи: Владимир Охрименко (Уфа) ; Владимир Разбежкин (Уфа) ; Сергей Беляков (Ижевск) |
| 23 октября 2011 18:00 | Отчёт | Келли Маккарти 8, Генри Домеркант 5   | Подборы  | Лонни Бакстер, Владислав Соловьёв по 6   | Баскет-холл, Казань Зрителей: 2500 Судьи: Владимир Охрименко (Уфа) ; Владимир Разбежкин (Уфа) ; Сергей Беляков (Ижевск) |
| 23 октября 2011 18:00 | Отчёт | Пётр Самойленко 7, 2 игрока по 3      | Передачи | Афик Ниссим 6, 2 игрока по 3             | Баскет-холл, Казань Зрителей: 2500 Судьи: Владимир Охрименко (Уфа) ; Владимир Разбежкин (Уфа) ; Сергей Беляков (Ижевск) |

| 23 октября 2011 19:00 | Отчёт | Спартак-Приморье                    | 74:81    | Красные крылья                       | Спорткомплекс «Олимпиец», Владивосток Зрителей: 1200 Судьи: Владимир Дадугин (Москва) ; Владимир Соседов (Москва) ; Семён Овинов (Москва) |
| 23 октября 2011 19:00 | Отчёт | 24:20, 20:20, 18:21, 12:20          |          |                                      | Спорткомплекс «Олимпиец», Владивосток Зрителей: 1200 Судьи: Владимир Дадугин (Москва) ; Владимир Соседов (Москва) ; Семён Овинов (Москва) |
| 23 октября 2011 19:00 | Отчёт | Тори Томас 21, Катберт Виктор 12    | Очки     | Драган Лабович 23, Брион Раш 14      | Спорткомплекс «Олимпиец», Владивосток Зрителей: 1200 Судьи: Владимир Дадугин (Москва) ; Владимир Соседов (Москва) ; Семён Овинов (Москва) |
| 23 октября 2011 19:00 | Отчёт | Тори Томас, Катберт Виктор 8        | Подборы  | Драган Лабович, Евгений Колесников 8 | Спорткомплекс «Олимпиец», Владивосток Зрителей: 1200 Судьи: Владимир Дадугин (Москва) ; Владимир Соседов (Москва) ; Семён Овинов (Москва) |
| 23 октября 2011 19:00 | Отчёт | Джелил Акинделе 3, Катберт Виктор 2 | Передачи | 3 игрока по 3                        | Спорткомплекс «Олимпиец», Владивосток Зрителей: 1200 Судьи: Владимир Дадугин (Москва) ; Владимир Соседов (Москва) ; Семён Овинов (Москва) |

| 26 октября 2011 19:00 | Отчёт | Нижний Новгород                  | 77:71    | Локомотив-Кубань                   | Нагорный дворец спорта профсоюзов, Нижний Новгород Зрителей: 1500 Судьи: Александр Горшков (Иваново) ; Антон Махлин (Санкт-Петербург) ; Александр Говердовский (Москва) |
| 26 октября 2011 19:00 | Отчёт | 29:22, 12:18, 19:17, 17:14       |          |                                    | Нагорный дворец спорта профсоюзов, Нижний Новгород Зрителей: 1500 Судьи: Александр Горшков (Иваново) ; Антон Махлин (Санкт-Петербург) ; Александр Говердовский (Москва) |
| 26 октября 2011 19:00 | Отчёт | Михал Игнерски, Эрнест Бремер 18 | Очки     | Максим Шелекето, Келвин Риверс 12  | Нагорный дворец спорта профсоюзов, Нижний Новгород Зрителей: 1500 Судьи: Александр Горшков (Иваново) ; Антон Махлин (Санкт-Петербург) ; Александр Говердовский (Москва) |
| 26 октября 2011 19:00 | Отчёт | Семён Антонов 8, Эрнест Бремер 6 | Подборы  | Максим Шелекето 8, Джереми Месси 5 | Нагорный дворец спорта профсоюзов, Нижний Новгород Зрителей: 1500 Судьи: Александр Горшков (Иваново) ; Антон Махлин (Санкт-Петербург) ; Александр Говердовский (Москва) |
| 26 октября 2011 19:00 | Отчёт | Вадим Панин, Эрнест Бремер по 6  | Передачи | Сергей Быков 9, 5 игроков по 1     | Нагорный дворец спорта профсоюзов, Нижний Новгород Зрителей: 1500 Судьи: Александр Горшков (Иваново) ; Антон Махлин (Санкт-Петербург) ; Александр Говердовский (Москва) |

| 29 октября 2011 17:00 | Отчёт | Триумф                                              | 68:73    | ЦСКА                               | Дворец спорта «Триумф», Люберцы Зрителей: 3500 Судьи: Сергей Круг (Новосибирск) ; Сергей Буланов (Ульяновск); Евгений Ветров (Казань) |
| 29 октября 2011 17:00 | Отчёт | 21:20, 17:23, 19:10, 11:20                          |          |                                    | Дворец спорта «Триумф», Люберцы Зрителей: 3500 Судьи: Сергей Круг (Новосибирск) ; Сергей Буланов (Ульяновск); Евгений Ветров (Казань) |
| 29 октября 2011 17:00 | Отчёт | Тивайн Макки 15, Сергей Карасёв, Виктор Зварыкин 14 | Очки     | Алексей Швед 16, Джамонт Гордон 13 | Дворец спорта «Триумф», Люберцы Зрителей: 3500 Судьи: Сергей Круг (Новосибирск) ; Сергей Буланов (Ульяновск); Евгений Ветров (Казань) |
| 29 октября 2011 17:00 | Отчёт | Кайл Лэндри 8, Сергей Карасёв 7                     | Подборы  | Ненад Крстич 8, 2 игрока по 7      | Дворец спорта «Триумф», Люберцы Зрителей: 3500 Судьи: Сергей Круг (Новосибирск) ; Сергей Буланов (Ульяновск); Евгений Ветров (Казань) |
| 29 октября 2011 17:00 | Отчёт | Тивайн Макки 5, Давон Джефферсон 4                  | Передачи | Алексей Швед 4, Джамонт Гордон 3   | Дворец спорта «Триумф», Люберцы Зрителей: 3500 Судьи: Сергей Круг (Новосибирск) ; Сергей Буланов (Ульяновск); Евгений Ветров (Казань) |

| 2 ноября 2011 19:00 | Отчёт | Красные крылья                      | 68:72    | Локомотив-Кубань                    | МТЛ-Арена, Самара Зрителей: 1500 Судьи: Сергей Круг (Новосибирск) ; Владимир Дадугин (Москва) ; Игорь Деменков (Санкт-Петербург) |
| 2 ноября 2011 19:00 | Отчёт | 18:22, 13:24, 12:14, 25:12          |          |                                     | МТЛ-Арена, Самара Зрителей: 1500 Судьи: Сергей Круг (Новосибирск) ; Владимир Дадугин (Москва) ; Игорь Деменков (Санкт-Петербург) |
| 2 ноября 2011 19:00 | Отчёт | Брион Раш 17, Джарвис Хэйес 16      | Очки     | Лайонел Чалмерс 17, Сергей Быков 15 | МТЛ-Арена, Самара Зрителей: 1500 Судьи: Сергей Круг (Новосибирск) ; Владимир Дадугин (Москва) ; Игорь Деменков (Санкт-Петербург) |
| 2 ноября 2011 19:00 | Отчёт | Драган Лабович 8, Фёдор Лихолитов 7 | Подборы  | Келвин Риверс 7, 2 игрока по 6      | МТЛ-Арена, Самара Зрителей: 1500 Судьи: Сергей Круг (Новосибирск) ; Владимир Дадугин (Москва) ; Игорь Деменков (Санкт-Петербург) |
| 2 ноября 2011 19:00 | Отчёт | Аарон Майлз 3, Евгений Колесников 1 | Передачи | Сергей Быков 4, Максим Григорьев 3  | МТЛ-Арена, Самара Зрителей: 1500 Судьи: Сергей Круг (Новосибирск) ; Владимир Дадугин (Москва) ; Игорь Деменков (Санкт-Петербург) |

| 3 ноября 2011 19:00 | Отчёт | Нижний Новгород                   | 88:89 ОТ | Спартак-Приморье                         | Нагорный дворец спорта профсоюзов, Нижний Новгород Зрителей: 2000 Судьи: Владимир Охрименко (Уфа); Алексей Давыдов (Москва) ; Евгений Ветров (Казань) |
| 3 ноября 2011 19:00 | Отчёт | 26:21, 13:18, 23:17, 21:27, 5:6   |          |                                          | Нагорный дворец спорта профсоюзов, Нижний Новгород Зрителей: 2000 Судьи: Владимир Охрименко (Уфа); Алексей Давыдов (Москва) ; Евгений Ветров (Казань) |
| 3 ноября 2011 19:00 | Отчёт | Михал Игнерски 24, Иван Паунич 21 | Очки     | Катберт Виктор 28, Тори Томас 15         | Нагорный дворец спорта профсоюзов, Нижний Новгород Зрителей: 2000 Судьи: Владимир Охрименко (Уфа); Алексей Давыдов (Москва) ; Евгений Ветров (Казань) |
| 3 ноября 2011 19:00 | Отчёт | Семён Антонов 8, Вадим Панин 7    | Подборы  | Катберт Виктор 13, Александр Савенков 10 | Нагорный дворец спорта профсоюзов, Нижний Новгород Зрителей: 2000 Судьи: Владимир Охрименко (Уфа); Алексей Давыдов (Москва) ; Евгений Ветров (Казань) |
| 3 ноября 2011 19:00 | Отчёт | Эрнест Бремер 5, 2 игрока по 2    | Передачи | Тори Томас 5, Алексей Голяхов 3          | Нагорный дворец спорта профсоюзов, Нижний Новгород Зрителей: 2000 Судьи: Владимир Охрименко (Уфа); Алексей Давыдов (Москва) ; Евгений Ветров (Казань) |

| 6 ноября 2011 19:00 | Отчёт | Локомотив-Кубань                      | 48:62    | УНИКС                                  | Спортивный комплекс «Баскет-Холл», Краснодар Зрителей: 5000 Судьи: Сергей Буланов (Ульяновск) ; Илья Путенко (Санкт-Петербург) ; Владимир Соседов (Москва) |
| 6 ноября 2011 19:00 | Отчёт | 15:17, 7:19, 10:12, 16:14             |          |                                        | Спортивный комплекс «Баскет-Холл», Краснодар Зрителей: 5000 Судьи: Сергей Буланов (Ульяновск) ; Илья Путенко (Санкт-Петербург) ; Владимир Соседов (Москва) |
| 6 ноября 2011 19:00 | Отчёт | Лайонел Чалмерс 12, Никита Шабалкин 7 | Очки     | Келли Маккарти 15, Генри Домеркант 11  | Спортивный комплекс «Баскет-Холл», Краснодар Зрителей: 5000 Судьи: Сергей Буланов (Ульяновск) ; Илья Путенко (Санкт-Петербург) ; Владимир Соседов (Москва) |
| 6 ноября 2011 19:00 | Отчёт | Николай Падиус 6, 2 игрока по 4       | Подборы  | Келли Маккарти 9, Алексей Саврасенко 8 | Спортивный комплекс «Баскет-Холл», Краснодар Зрителей: 5000 Судьи: Сергей Буланов (Ульяновск) ; Илья Путенко (Санкт-Петербург) ; Владимир Соседов (Москва) |
| 6 ноября 2011 19:00 | Отчёт | Сергей Быков, Григорий Шуховцов 2     | Передачи | Пётр Самойленко 6, 2 игрока по 3       | Спортивный комплекс «Баскет-Холл», Краснодар Зрителей: 5000 Судьи: Сергей Буланов (Ульяновск) ; Илья Путенко (Санкт-Петербург) ; Владимир Соседов (Москва) |

| 7 ноября 2011 19:00 | Отчёт | Химки                                 | 87:81 ОТ | Спартак                                         | Дворец спорта «Новатор», Химки Зрителей: 3000 Судьи: Владимир Охрименко (Уфа) ; Василий Галкин (Челябинск) ; Семён Овинов (Москва) |
| 7 ноября 2011 19:00 | Отчёт | 17:18, 18:24, 16:11, 15:13, 8:8, 13:7 |          |                                                 | Дворец спорта «Новатор», Химки Зрителей: 3000 Судьи: Владимир Охрименко (Уфа) ; Василий Галкин (Челябинск) ; Семён Овинов (Москва) |
| 7 ноября 2011 19:00 | Отчёт | Тимофей Мозгов 23, Сергей Моня 17     | Очки     | Лукас Маврокефалидес 15, Владимир Драгичевич 14 | Дворец спорта «Новатор», Химки Зрителей: 3000 Судьи: Владимир Охрименко (Уфа) ; Василий Галкин (Челябинск) ; Семён Овинов (Москва) |
| 7 ноября 2011 19:00 | Отчёт | Тимофей Мозгов, Сергей Моня 8         | Подборы  | Лукас Маврокефалидес 7, 5 игроков по 4          | Дворец спорта «Новатор», Химки Зрителей: 3000 Судьи: Владимир Охрименко (Уфа) ; Василий Галкин (Челябинск) ; Семён Овинов (Москва) |
| 7 ноября 2011 19:00 | Отчёт | Сергей Моня, Егор Вяльцев 5           | Передачи | Йотам Гальперин 8, Патрик Беверли 5             | Дворец спорта «Новатор», Химки Зрителей: 3000 Судьи: Владимир Охрименко (Уфа) ; Василий Галкин (Челябинск) ; Семён Овинов (Москва) |

| 12 ноября 2011 17:00 | Отчёт | Локомотив-Кубань                  | 75:74    | Спартак                               | Спортивный комплекс «Баскет-Холл», Краснодар Зрителей: 5500 Судьи: Александр Горшков (Иваново) ; Владимир Разбежкин (Уфа) ; Алексей Давыдов (Москва) |
| 12 ноября 2011 17:00 | Отчёт | 16:20, 12:18, 22:18, 25:18        |          |                                       | Спортивный комплекс «Баскет-Холл», Краснодар Зрителей: 5500 Судьи: Александр Горшков (Иваново) ; Владимир Разбежкин (Уфа) ; Алексей Давыдов (Москва) |
| 12 ноября 2011 17:00 | Отчёт | Сергей Быков 18, Джереми Месси 17 | Очки     | Патрик Беверли 17, Йотам Гальперин 16 | Спортивный комплекс «Баскет-Холл», Краснодар Зрителей: 5500 Судьи: Александр Горшков (Иваново) ; Владимир Разбежкин (Уфа) ; Алексей Давыдов (Москва) |
| 12 ноября 2011 17:00 | Отчёт | Али Траоре 9, Джереми Месси 7     | Подборы  | Йотам Гальперин, Владимир Драгичевич5 | Спортивный комплекс «Баскет-Холл», Краснодар Зрителей: 5500 Судьи: Александр Горшков (Иваново) ; Владимир Разбежкин (Уфа) ; Алексей Давыдов (Москва) |
| 12 ноября 2011 17:00 | Отчёт | Сергей Быков 5, Джереми Месси 3   | Передачи | Йотам Гальперин 5, 3 игрока по 2      | Спортивный комплекс «Баскет-Холл», Краснодар Зрителей: 5500 Судьи: Александр Горшков (Иваново) ; Владимир Разбежкин (Уфа) ; Алексей Давыдов (Москва) |

| 12 ноября 2011 19:00 | Отчёт | Триумф                                  | 72:93    | Химки                                 | Дворец спорта «Триумф», Люберцы Зрителей: 3870 Судьи: Сергей Михайлов (Москва) ; Игорь Деменков (Санкт-Петербург) ; Александр Говердовский (Москва) |
| 12 ноября 2011 19:00 | Отчёт | 18:25, 13:25, 31:21, 10:22              |          |                                       | Дворец спорта «Триумф», Люберцы Зрителей: 3870 Судьи: Сергей Михайлов (Москва) ; Игорь Деменков (Санкт-Петербург) ; Александр Говердовский (Москва) |
| 12 ноября 2011 19:00 | Отчёт | Давон Джефферсон 17, Дмитрий Кулагин 15 | Очки     | Тимофей Мозгов 20, Виталий Фридзон 16 | Дворец спорта «Триумф», Люберцы Зрителей: 3870 Судьи: Сергей Михайлов (Москва) ; Игорь Деменков (Санкт-Петербург) ; Александр Говердовский (Москва) |
| 12 ноября 2011 19:00 | Отчёт | Кайл Лэндри 8, Тивайн Макки 7           | Подборы  | Тимофей Мозгов, Сергей Моня 9         | Дворец спорта «Триумф», Люберцы Зрителей: 3870 Судьи: Сергей Михайлов (Москва) ; Игорь Деменков (Санкт-Петербург) ; Александр Говердовский (Москва) |
| 12 ноября 2011 19:00 | Отчёт | Дмитрий Кулагин, Сергей Карасёв по 5    | Передачи | Крис Куинн 5, Дмитрий Хвостов 4       | Дворец спорта «Триумф», Люберцы Зрителей: 3870 Судьи: Сергей Михайлов (Москва) ; Игорь Деменков (Санкт-Петербург) ; Александр Говердовский (Москва) |

| 18 ноября 2011 19:10 | Отчёт | Енисей                               | 81:67    | Нижний Новгород                   | Дворец спорта имени Ивана Ярыгина, Красноярск Зрителей: 2100 Судьи: Сергей Круг (Новосибирск) ; Василий Галкин (Челябинск) ; Юрий Зинкевич (Новосибирск) |
| 18 ноября 2011 19:10 | Отчёт | 27:20, 21:12, 19:13, 14:22           |          |                                   | Дворец спорта имени Ивана Ярыгина, Красноярск Зрителей: 2100 Судьи: Сергей Круг (Новосибирск) ; Василий Галкин (Челябинск) ; Юрий Зинкевич (Новосибирск) |
| 18 ноября 2011 19:10 | Отчёт | Афик Ниссим 28, Элмедин Киканович 13 | Очки     | Иван Паунич 25, Михал Игнерски 23 | Дворец спорта имени Ивана Ярыгина, Красноярск Зрителей: 2100 Судьи: Сергей Круг (Новосибирск) ; Василий Галкин (Челябинск) ; Юрий Зинкевич (Новосибирск) |
| 18 ноября 2011 19:10 | Отчёт | Лонни Бакстер 9, Афик Ниссим 5       | Подборы  | Михал Игнерски, Иван Нелюбов по 5 | Дворец спорта имени Ивана Ярыгина, Красноярск Зрителей: 2100 Судьи: Сергей Круг (Новосибирск) ; Василий Галкин (Челябинск) ; Юрий Зинкевич (Новосибирск) |
| 18 ноября 2011 19:10 | Отчёт | Афик Ниссим, Марко Маринович по 3    | Передачи | Эрнест Бремер 2, 3 игрока по 1    | Дворец спорта имени Ивана Ярыгина, Красноярск Зрителей: 2100 Судьи: Сергей Круг (Новосибирск) ; Василий Галкин (Челябинск) ; Юрий Зинкевич (Новосибирск) |

| 18 ноября 2011 19:00 | Отчёт | Спартак                               | 93:66    | Триумф                               | Спортивный комплекс «Юбилейный», Санкт-Петербург Зрителей: 1200 Судьи: Владимир Охрименко (Уфа) ; Илья Путенко (Санкт-Петербург) ; Алексей Гончаров (Белгород) |
| 18 ноября 2011 19:00 | Отчёт | 23:15, 19:30, 28:10, 23:11            |          |                                      | Спортивный комплекс «Юбилейный», Санкт-Петербург Зрителей: 1200 Судьи: Владимир Охрименко (Уфа) ; Илья Путенко (Санкт-Петербург) ; Алексей Гончаров (Белгород) |
| 18 ноября 2011 19:00 | Отчёт | Валерий Лиходей 22, Патрик Беверли 21 | Очки     | Девон Джефферсон 17, Тивайн Макки 16 | Спортивный комплекс «Юбилейный», Санкт-Петербург Зрителей: 1200 Судьи: Владимир Охрименко (Уфа) ; Илья Путенко (Санкт-Петербург) ; Алексей Гончаров (Белгород) |
| 18 ноября 2011 19:00 | Отчёт | Валерий Лиходей 8, Виктор Кейру 7     | Подборы  | Кайл Лэндри 5, 2 игрока по 4         | Спортивный комплекс «Юбилейный», Санкт-Петербург Зрителей: 1200 Судьи: Владимир Охрименко (Уфа) ; Илья Путенко (Санкт-Петербург) ; Алексей Гончаров (Белгород) |
| 18 ноября 2011 19:00 | Отчёт | Патрик Беверли 8, Йотам Гальперин 6   | Передачи | Тивайн Макки,Дмитрий Кулагин по 4    | Спортивный комплекс «Юбилейный», Санкт-Петербург Зрителей: 1200 Судьи: Владимир Охрименко (Уфа) ; Илья Путенко (Санкт-Петербург) ; Алексей Гончаров (Белгород) |

| 19 ноября 2011 19:00 | Отчёт | Красные крылья                       | 73:88    | ЦСКА                              | МТЛ-Арена, Самара Зрителей: 2500 Судьи: Сергей Буланов (Ульяновск) ; Сергей Михайлов (Москва) ; Рафаэль Ганиев (Калуга) |
| 19 ноября 2011 19:00 | Отчёт | 25:17, 11:29, 24:22, 13:20           |          |                                   | МТЛ-Арена, Самара Зрителей: 2500 Судьи: Сергей Буланов (Ульяновск) ; Сергей Михайлов (Москва) ; Рафаэль Ганиев (Калуга) |
| 19 ноября 2011 19:00 | Отчёт | Джарвис Хэйес 18, Джо Александер 16  | Очки     | Алексей Швед 20, Виктор Хряпа 15  | МТЛ-Арена, Самара Зрителей: 2500 Судьи: Сергей Буланов (Ульяновск) ; Сергей Михайлов (Москва) ; Рафаэль Ганиев (Калуга) |
| 19 ноября 2011 19:00 | Отчёт | Фёдор Лихолитов 10, Джо Александер 3 | Подборы  | Виктор Хряпа 9, Милош Теодосич 5  | МТЛ-Арена, Самара Зрителей: 2500 Судьи: Сергей Буланов (Ульяновск) ; Сергей Михайлов (Москва) ; Рафаэль Ганиев (Калуга) |
| 19 ноября 2011 19:00 | Отчёт | Аарон Майлз 6, Брион Раш 4           | Передачи | Алексей Швед, Милош Теодосич по 4 | МТЛ-Арена, Самара Зрителей: 2500 Судьи: Сергей Буланов (Ульяновск) ; Сергей Михайлов (Москва) ; Рафаэль Ганиев (Калуга) |

| 25 ноября 2011 18:00 | Отчёт | Красные крылья                  | 84:86    | Спартак                                     | МТЛ-Арена, Самара Зрителей: 1200 Судьи: Владимир Охрименко (Уфа) ; Сергей Беляков (Ижевск) ; Евгений Ветров (Казань) |
| 25 ноября 2011 18:00 | Отчёт | 25:27, 19:18, 22:24, 18:17      |          |                                             | МТЛ-Арена, Самара Зрителей: 1200 Судьи: Владимир Охрименко (Уфа) ; Сергей Беляков (Ижевск) ; Евгений Ветров (Казань) |
| 25 ноября 2011 18:00 | Отчёт | Брион Раш 18, Драган Лабович 15 | Очки     | Валерий Лиходей 26, Лукас Маврокефалидес 19 | МТЛ-Арена, Самара Зрителей: 1200 Судьи: Владимир Охрименко (Уфа) ; Сергей Беляков (Ижевск) ; Евгений Ветров (Казань) |
| 25 ноября 2011 18:00 | Отчёт | Джо Александер 6, 2 игрока по 4 | Подборы  | Патрик Беверли 16Лукас Маврокефалидес 6     | МТЛ-Арена, Самара Зрителей: 1200 Судьи: Владимир Охрименко (Уфа) ; Сергей Беляков (Ижевск) ; Евгений Ветров (Казань) |
| 25 ноября 2011 18:00 | Отчёт | Аарон Майлз 10, Брион Раш 3     | Передачи | Йотам Гальперин 9, Патрик Беверли 3         | МТЛ-Арена, Самара Зрителей: 1200 Судьи: Владимир Охрименко (Уфа) ; Сергей Беляков (Ижевск) ; Евгений Ветров (Казань) |

| 25 ноября 2011 20:00 | Отчёт | Химки                                 | 82:95    | Спартак-Приморье                        | Дворец спорта «Новатор», Химки Зрителей: 2100 Судьи: Сергей Буланов (Ульяновск) ; Владимир Разбежкин (Уфа) ; Владимир Соседов (Москва) |
| 25 ноября 2011 20:00 | Отчёт | 22:20, 18:31, 19:21, 23:23            |          |                                         | Дворец спорта «Новатор», Химки Зрителей: 2100 Судьи: Сергей Буланов (Ульяновск) ; Владимир Разбежкин (Уфа) ; Владимир Соседов (Москва) |
| 25 ноября 2011 20:00 | Отчёт | Тимофей Мозгов 20, Виталий Фридзон 13 | Очки     | Тори Томас 28, Константин Нестеров 15   | Дворец спорта «Новатор», Химки Зрителей: 2100 Судьи: Сергей Буланов (Ульяновск) ; Владимир Разбежкин (Уфа) ; Владимир Соседов (Москва) |
| 25 ноября 2011 20:00 | Отчёт | Мэтт Нильсен 6, 3 игрока по 4         | Подборы  | Александр Савенков, Катберт Виктор по 7 | Дворец спорта «Новатор», Химки Зрителей: 2100 Судьи: Сергей Буланов (Ульяновск) ; Владимир Разбежкин (Уфа) ; Владимир Соседов (Москва) |
| 25 ноября 2011 20:00 | Отчёт | Мэтт Нильсен, Дмитрий Хвостов по 3    | Передачи | Евгений Бабурин 3, 5 игроков по 1       | Дворец спорта «Новатор», Химки Зрителей: 2100 Судьи: Сергей Буланов (Ульяновск) ; Владимир Разбежкин (Уфа) ; Владимир Соседов (Москва) |

| 26 ноября 2011 18:00 | Отчёт | ЦСКА                                    | 78:67    | УНИКС                                       | Универсальный спортивный комплекс ЦСКА, Москва Зрителей: 3500 Судьи: Сергей Круг (Новосибирск) ; Александр Горшков (Иваново) ; Семён Овинов (Москва) |
| 26 ноября 2011 18:00 | Отчёт | 16:20, 20:14, 16:18, 26:15              |          |                                             | Универсальный спортивный комплекс ЦСКА, Москва Зрителей: 3500 Судьи: Сергей Круг (Новосибирск) ; Александр Горшков (Иваново) ; Семён Овинов (Москва) |
| 26 ноября 2011 18:00 | Отчёт | Милош Теодосич 19, Андрей Воронцевич 15 | Очки     | Террелл Лайдэй 22, Генри Домеркант 15       | Универсальный спортивный комплекс ЦСКА, Москва Зрителей: 3500 Судьи: Сергей Круг (Новосибирск) ; Александр Горшков (Иваново) ; Семён Овинов (Москва) |
| 26 ноября 2011 18:00 | Отчёт | Андрей Воронцевич 6, 2 игрока по 4      | Подборы  | Алексей Саврасенко 7, Владимир Веремеенко 5 | Универсальный спортивный комплекс ЦСКА, Москва Зрителей: 3500 Судьи: Сергей Круг (Новосибирск) ; Александр Горшков (Иваново) ; Семён Овинов (Москва) |
| 26 ноября 2011 18:00 | Отчёт | Милош Теодосич 6, Виктор Хряпа 5        | Передачи | Террелл Лайдэй, Алексей Саврасенко по 2     | Универсальный спортивный комплекс ЦСКА, Москва Зрителей: 3500 Судьи: Сергей Круг (Новосибирск) ; Александр Горшков (Иваново) ; Семён Овинов (Москва) |

| 26 ноября 2011 17:00 | Отчёт | Локомотив-Кубань                     | 85:67    | Енисей                           | Спортивный комплекс «Баскет-Холл», Краснодар Зрителей: 3000 Судьи: Антон Махлин (Санкт-Петербург) ; Владимир Дадугин (Москва) ; Рафаэль Ганиев (Калуга) |
| 26 ноября 2011 17:00 | Отчёт | 20:13, 19:14, 18:16, 28:24           |          |                                  | Спортивный комплекс «Баскет-Холл», Краснодар Зрителей: 3000 Судьи: Антон Махлин (Санкт-Петербург) ; Владимир Дадугин (Москва) ; Рафаэль Ганиев (Калуга) |
| 26 ноября 2011 17:00 | Отчёт | Сергей Быков 18, Али Траоре 17       | Очки     | 3 игрока по 12                   | Спортивный комплекс «Баскет-Холл», Краснодар Зрителей: 3000 Судьи: Антон Махлин (Санкт-Петербург) ; Владимир Дадугин (Москва) ; Рафаэль Ганиев (Калуга) |
| 26 ноября 2011 17:00 | Отчёт | Джереми Месси 8, Примож Брежец 6     | Подборы  | Сергей Топоров 7, Ясмин Хукич 5  | Спортивный комплекс «Баскет-Холл», Краснодар Зрителей: 3000 Судьи: Антон Махлин (Санкт-Петербург) ; Владимир Дадугин (Москва) ; Рафаэль Ганиев (Калуга) |
| 26 ноября 2011 17:00 | Отчёт | Родерик Блэкни, Максим Шелекето по 3 | Передачи | Марко Маринович 4, 3 игрока по 2 | Спортивный комплекс «Баскет-Холл», Краснодар Зрителей: 3000 Судьи: Антон Махлин (Санкт-Петербург) ; Владимир Дадугин (Москва) ; Рафаэль Ганиев (Калуга) |

| 9 декабря 2011 19:30 | Отчёт | Триумф                               | 89:83 ОТ | Локомотив-Кубань                     | Дворец спорта «Триумф», Люберцы Зрителей: 1350 Судьи: Сергей Круг (Новосибирск) ; Владимир Соседов (Москва) ; Сергей Беляков (Ижевск) |
| 9 декабря 2011 19:30 | Отчёт | 10:10, 18:28, 30:17, 14:17, 17:11    |          |                                      | Дворец спорта «Триумф», Люберцы Зрителей: 1350 Судьи: Сергей Круг (Новосибирск) ; Владимир Соседов (Москва) ; Сергей Беляков (Ижевск) |
| 9 декабря 2011 19:30 | Отчёт | Давон Джефферсон 25, Тивайн Макки 24 | Очки     | Али Траоре 17, 2 игрока по 14        | Дворец спорта «Триумф», Люберцы Зрителей: 1350 Судьи: Сергей Круг (Новосибирск) ; Владимир Соседов (Москва) ; Сергей Беляков (Ижевск) |
| 9 декабря 2011 19:30 | Отчёт | Кайл Лэндри 11, 2 игрока по 6        | Подборы  | Джереми Месси, Али Траоре по 6       | Дворец спорта «Триумф», Люберцы Зрителей: 1350 Судьи: Сергей Круг (Новосибирск) ; Владимир Соседов (Москва) ; Сергей Беляков (Ижевск) |
| 9 декабря 2011 19:30 | Отчёт | 3 игрока по 4                        | Передачи | Родерик Блэкни,Максим Григорьев по 3 | Дворец спорта «Триумф», Люберцы Зрителей: 1350 Судьи: Сергей Круг (Новосибирск) ; Владимир Соседов (Москва) ; Сергей Беляков (Ижевск) |

| 10 декабря 2011 19:10 | Отчёт | Нижний Новгород                     | 85:90    | Красные крылья                      | Нагорный дворец спорта профсоюзов, Нижний Новгород Зрителей: 2500 Судьи: Сергей Буланов (Ульяновск) ; Сергей Михайлов (Москва) ; Владимир Разбежкин (Уфа) |
| 10 декабря 2011 19:10 | Отчёт | 25:23, 21:25, 19:22, 20:20          |          |                                     | Нагорный дворец спорта профсоюзов, Нижний Новгород Зрителей: 2500 Судьи: Сергей Буланов (Ульяновск) ; Сергей Михайлов (Москва) ; Владимир Разбежкин (Уфа) |
| 10 декабря 2011 19:10 | Отчёт | Михал Игнерски 28, Семён Антонов 23 | Очки     | Аарон Майлз 24, Драган Лабович 17   | Нагорный дворец спорта профсоюзов, Нижний Новгород Зрителей: 2500 Судьи: Сергей Буланов (Ульяновск) ; Сергей Михайлов (Москва) ; Владимир Разбежкин (Уфа) |
| 10 декабря 2011 19:10 | Отчёт | 3 игрока по 5                       | Подборы  | Александр Дедушкин 5, 2 игрока по 4 | Нагорный дворец спорта профсоюзов, Нижний Новгород Зрителей: 2500 Судьи: Сергей Буланов (Ульяновск) ; Сергей Михайлов (Москва) ; Владимир Разбежкин (Уфа) |
| 10 декабря 2011 19:10 | Отчёт | Эрнест Бремер 5, Иван Савельев 4    | Передачи | Аарон Майлз 11, Брион Раш 4         | Нагорный дворец спорта профсоюзов, Нижний Новгород Зрителей: 2500 Судьи: Сергей Буланов (Ульяновск) ; Сергей Михайлов (Москва) ; Владимир Разбежкин (Уфа) |

| 10 декабря 2011 17:00 | Отчёт | Спартак                               | 83:79    | Енисей                                | Спортивный комплекс «Юбилейный», Санкт-Петербург Зрителей: 1500 Судьи: Александр Горшков (Иваново) ; Владимир Дадугин (Москва) ; Игорь Деменков (Санкт-Петербург) |
| 10 декабря 2011 17:00 | Отчёт | 20:19, 20:15, 21:23, 22:22            |          |                                       | Спортивный комплекс «Юбилейный», Санкт-Петербург Зрителей: 1500 Судьи: Александр Горшков (Иваново) ; Владимир Дадугин (Москва) ; Игорь Деменков (Санкт-Петербург) |
| 10 декабря 2011 17:00 | Отчёт | Патрик Беверли 26, Йотам Гальперин 14 | Очки     | Лонни Бакстер 21, Андрей Трушкин 13   | Спортивный комплекс «Юбилейный», Санкт-Петербург Зрителей: 1500 Судьи: Александр Горшков (Иваново) ; Владимир Дадугин (Москва) ; Игорь Деменков (Санкт-Петербург) |
| 10 декабря 2011 17:00 | Отчёт | Патрик Беверли 5, 2 игрока по 4       | Подборы  | Лонни Бакстер 6, Андрей Комаровский 4 | Спортивный комплекс «Юбилейный», Санкт-Петербург Зрителей: 1500 Судьи: Александр Горшков (Иваново) ; Владимир Дадугин (Москва) ; Игорь Деменков (Санкт-Петербург) |
| 10 декабря 2011 17:00 | Отчёт | Патрик Беверли 5, 3 игрока по 2       | Передачи | Афик Ниссим 6, Андрей Комаровский 4   | Спортивный комплекс «Юбилейный», Санкт-Петербург Зрителей: 1500 Судьи: Александр Горшков (Иваново) ; Владимир Дадугин (Москва) ; Игорь Деменков (Санкт-Петербург) |

| 11 декабря 2011 17:00 | Отчёт | Химки                              | 75:65    | ЦСКА                            | Дворец спорта «Новатор», Химки Зрителей: 4700 Судьи: Сергей Круг (Новосибирск) ; Владимир Охрименко (Уфа) ; Антон Махлин (Санкт-Петербург) |
| 11 декабря 2011 17:00 | Отчёт | 10:18, 20:11, 21:19, 24:17         |          |                                 | Дворец спорта «Новатор», Химки Зрителей: 4700 Судьи: Сергей Круг (Новосибирск) ; Владимир Охрименко (Уфа) ; Антон Махлин (Санкт-Петербург) |
| 11 декабря 2011 17:00 | Отчёт | Сергей Моня 19, Виталий Фридзон 12 | Очки     | Ненад Крстич 15, 3 игрока по 11 | Дворец спорта «Новатор», Химки Зрителей: 4700 Судьи: Сергей Круг (Новосибирск) ; Владимир Охрименко (Уфа) ; Антон Махлин (Санкт-Петербург) |
| 11 декабря 2011 17:00 | Отчёт | Зоран Планинич 8, Сергей Моня 7    | Подборы  | Виктор Хряпа 6, 2 игрока по 4   | Дворец спорта «Новатор», Химки Зрителей: 4700 Судьи: Сергей Круг (Новосибирск) ; Владимир Охрименко (Уфа) ; Антон Махлин (Санкт-Петербург) |
| 11 декабря 2011 17:00 | Отчёт | Виталий Фридзон 6, 2 игрока по 2   | Передачи | Виктор Хряпа 4, 3 игрока по 3   | Дворец спорта «Новатор», Химки Зрителей: 4700 Судьи: Сергей Круг (Новосибирск) ; Владимир Охрименко (Уфа) ; Антон Махлин (Санкт-Петербург) |

| 16 декабря 2011 19:30 | Отчёт | Триумф                                 | 96:73    | Енисей                             | Дворец спорта «Триумф», Люберцы Зрителей: 468 Судьи: Сергей Буланов (Ульяновск) ; Сергей Михайлов (Москва) ; Илья Путенко (Санкт-Петербург) |
| 16 декабря 2011 19:30 | Отчёт | 23:22, 27:20, 29:18, 17:13             |          |                                    | Дворец спорта «Триумф», Люберцы Зрителей: 468 Судьи: Сергей Буланов (Ульяновск) ; Сергей Михайлов (Москва) ; Илья Путенко (Санкт-Петербург) |
| 16 декабря 2011 19:30 | Отчёт | Давон Джефферсон 26, Сергей Карасёв 19 | Очки     | Марко Маринович 14, 3 игрока по 11 | Дворец спорта «Триумф», Люберцы Зрителей: 468 Судьи: Сергей Буланов (Ульяновск) ; Сергей Михайлов (Москва) ; Илья Путенко (Санкт-Петербург) |
| 16 декабря 2011 19:30 | Отчёт | Кайл Лэндри 11, Тивайн Макки 9         | Подборы  | Сергей Топоров 9, Лонни Бакстер 6  | Дворец спорта «Триумф», Люберцы Зрителей: 468 Судьи: Сергей Буланов (Ульяновск) ; Сергей Михайлов (Москва) ; Илья Путенко (Санкт-Петербург) |
| 16 декабря 2011 19:30 | Отчёт | Тивайн Макки 7, Виктор Зварыкин 4      | Передачи | Марко Маринович 4, Афик Ниссим 2   | Дворец спорта «Триумф», Люберцы Зрителей: 468 Судьи: Сергей Буланов (Ульяновск) ; Сергей Михайлов (Москва) ; Илья Путенко (Санкт-Петербург) |

| 17 декабря 2011 18:00 | Отчёт | ЦСКА                               | 88:66    | Спартак-Приморье                           | Универсальный спортивный комплекс ЦСКА, Москва Зрителей: 1200 Судьи: Александр Горшков (Иваново) ; Владимир Дадугин (Москва) ; Владимир Соседов (Москва) |
| 17 декабря 2011 18:00 | Отчёт | 29:11, 20:16, 15:25, 24:14         |          |                                            | Универсальный спортивный комплекс ЦСКА, Москва Зрителей: 1200 Судьи: Александр Горшков (Иваново) ; Владимир Дадугин (Москва) ; Владимир Соседов (Москва) |
| 17 декабря 2011 18:00 | Отчёт | Дмитрий Соколов 20, 2 игрока по 15 | Очки     | Константин Нестеров 18, Сергей Караулов 11 | Универсальный спортивный комплекс ЦСКА, Москва Зрителей: 1200 Судьи: Александр Горшков (Иваново) ; Владимир Дадугин (Москва) ; Владимир Соседов (Москва) |
| 17 декабря 2011 18:00 | Отчёт | Дмитрий Соколов, Виктор Хряпа по 6 | Подборы  | Сергей Караулов 8, Джелил Акинделе 5       | Универсальный спортивный комплекс ЦСКА, Москва Зрителей: 1200 Судьи: Александр Горшков (Иваново) ; Владимир Дадугин (Москва) ; Владимир Соседов (Москва) |
| 17 декабря 2011 18:00 | Отчёт | Милош Теодосич 6, 2 игрока по 4    | Передачи | Евгений Бабурин 4, Тори Томас 3            | Универсальный спортивный комплекс ЦСКА, Москва Зрителей: 1200 Судьи: Александр Горшков (Иваново) ; Владимир Дадугин (Москва) ; Владимир Соседов (Москва) |

| 18 декабря 2011 18:00 | Отчёт | УНИКС                                    | 71:77    | Красные крылья                  | Баскет-холл, Казань Зрителей: 2500 Судьи: Антон Махлин (Санкт-Петербург) ; Сергей Буланов (Ульяновск) ; Илья Путенко (Санкт-Петербург) |
| 18 декабря 2011 18:00 | Отчёт | 18:12, 14:24, 25:19, 14:22               |          |                                 | Баскет-холл, Казань Зрителей: 2500 Судьи: Антон Махлин (Санкт-Петербург) ; Сергей Буланов (Ульяновск) ; Илья Путенко (Санкт-Петербург) |
| 18 декабря 2011 18:00 | Отчёт | Террелл Лайдэй 16, Майк Уилкинсон 15     | Очки     | Брион Раш 21, Джо Александер 15 | Баскет-холл, Казань Зрителей: 2500 Судьи: Антон Махлин (Санкт-Петербург) ; Сергей Буланов (Ульяновск) ; Илья Путенко (Санкт-Петербург) |
| 18 декабря 2011 18:00 | Отчёт | 3 игрока по 5                            | Подборы  | Брион Раш 10, 2 игрока по 5     | Баскет-холл, Казань Зрителей: 2500 Судьи: Антон Махлин (Санкт-Петербург) ; Сергей Буланов (Ульяновск) ; Илья Путенко (Санкт-Петербург) |
| 18 декабря 2011 18:00 | Отчёт | Пётр Самойленко 11, Алексей Саврасенко 3 | Передачи | Аарон Майлз 6, 2 игрока по 2    | Баскет-холл, Казань Зрителей: 2500 Судьи: Антон Махлин (Санкт-Петербург) ; Сергей Буланов (Ульяновск) ; Илья Путенко (Санкт-Петербург) |

| 20 декабря 2011 15:10 | Отчёт | Енисей                                   | 77:84    | Спартак-Приморье                 | Дворец спорта имени Ивана Ярыгина, Красноярск Зрителей: 1400 Судьи: Сергей Круг (Новосибирск) ; Рафаэль Ганиев (Калуга) ; Александр Говердовский (Москва) |
| 20 декабря 2011 15:10 | Отчёт | 15:15, 19:15, 21:27, 22:27               |          |                                  | Дворец спорта имени Ивана Ярыгина, Красноярск Зрителей: 1400 Судьи: Сергей Круг (Новосибирск) ; Рафаэль Ганиев (Калуга) ; Александр Говердовский (Москва) |
| 20 декабря 2011 15:10 | Отчёт | Марко Маринович 22, Лонни Бакстер 14     | Очки     | Катберт Виктор 21, Тори Томас 19 | Дворец спорта имени Ивана Ярыгина, Красноярск Зрителей: 1400 Судьи: Сергей Круг (Новосибирск) ; Рафаэль Ганиев (Калуга) ; Александр Говердовский (Москва) |
| 20 декабря 2011 15:10 | Отчёт | Лонни Бакстер 7, Сергей Топоров 5        | Подборы  | Катберт Виктор 11, Тори Томас 6  | Дворец спорта имени Ивана Ярыгина, Красноярск Зрителей: 1400 Судьи: Сергей Круг (Новосибирск) ; Рафаэль Ганиев (Калуга) ; Александр Говердовский (Москва) |
| 20 декабря 2011 15:10 | Отчёт | Марко Маринович, Андрей Комаровский по 2 | Передачи | Тори Томас 4, Алексей Голяхов 2  | Дворец спорта имени Ивана Ярыгина, Красноярск Зрителей: 1400 Судьи: Сергей Круг (Новосибирск) ; Рафаэль Ганиев (Калуга) ; Александр Говердовский (Москва) |

| 23 декабря 2011 19:10 | Отчёт | Нижний Новгород                 | 71:77    | Спартак                                     | Нагорный дворец спорта профсоюзов, Нижний Новгород Зрителей: 1300 Судьи: Владимир Охрименко (Уфа) ; Александр Горшков (Иваново) ; Алексей Чудин (Москва) |
| 23 декабря 2011 19:10 | Отчёт | 16:24, 22:17, 16:19, 17:17      |          |                                             | Нагорный дворец спорта профсоюзов, Нижний Новгород Зрителей: 1300 Судьи: Владимир Охрименко (Уфа) ; Александр Горшков (Иваново) ; Алексей Чудин (Москва) |
| 23 декабря 2011 19:10 | Отчёт | Эрнест Бремер 25, 2 игрока по 9 | Очки     | Лукас Маврокефалидес 22, Валерий Лиходей 20 | Нагорный дворец спорта профсоюзов, Нижний Новгород Зрителей: 1300 Судьи: Владимир Охрименко (Уфа) ; Александр Горшков (Иваново) ; Алексей Чудин (Москва) |
| 23 декабря 2011 19:10 | Отчёт | Иван Паунич 7, Семён Антонов 5  | Подборы  | 3 игрока по 6                               | Нагорный дворец спорта профсоюзов, Нижний Новгород Зрителей: 1300 Судьи: Владимир Охрименко (Уфа) ; Александр Горшков (Иваново) ; Алексей Чудин (Москва) |
| 23 декабря 2011 19:10 | Отчёт | 3 игрока по 2                   | Передачи | Йотам Гальперин 5, 2 игрока по 2            | Нагорный дворец спорта профсоюзов, Нижний Новгород Зрителей: 1300 Судьи: Владимир Охрименко (Уфа) ; Александр Горшков (Иваново) ; Алексей Чудин (Москва) |

| 6 января 2012 17:00 | Отчёт | Локомотив-Кубань                   | 93:80    | Химки                                 | Спортивный комплекс «Баскет-Холл», Краснодар Зрителей: 5700 Судьи: Сергей Круг (Новосибирск) ; Сергей Буланов (Ульяновск) ; Илья Путенко (Санкт-Петербург) |
| 6 января 2012 17:00 | Отчёт | 25:22, 26:26, 24:11, 18:19         |          |                                       | Спортивный комплекс «Баскет-Холл», Краснодар Зрителей: 5700 Судьи: Сергей Круг (Новосибирск) ; Сергей Буланов (Ульяновск) ; Илья Путенко (Санкт-Петербург) |
| 6 января 2012 17:00 | Отчёт | Джереми Месси 29, Примож Брежец 11 | Очки     | Виталий Фридзон 19, Зоран Планинич 17 | Спортивный комплекс «Баскет-Холл», Краснодар Зрителей: 5700 Судьи: Сергей Круг (Новосибирск) ; Сергей Буланов (Ульяновск) ; Илья Путенко (Санкт-Петербург) |
| 6 января 2012 17:00 | Отчёт | Джереми Месси 11, Примож Брежец 8  | Подборы  | Томас Келати 7, Сергей Моня 6         | Спортивный комплекс «Баскет-Холл», Краснодар Зрителей: 5700 Судьи: Сергей Круг (Новосибирск) ; Сергей Буланов (Ульяновск) ; Илья Путенко (Санкт-Петербург) |
| 6 января 2012 17:00 | Отчёт | Лайонел Чалмерс, Сергей Быков по 3 | Передачи | Зоран Планинич 6, Сергей Моня 5       | Спортивный комплекс «Баскет-Холл», Краснодар Зрителей: 5700 Судьи: Сергей Круг (Новосибирск) ; Сергей Буланов (Ульяновск) ; Илья Путенко (Санкт-Петербург) |

| 6 января 2012 19:15 | Отчёт | УНИКС                                    | 71:59    | Спартак                                    | Баскет-холл, Казань Зрителей: 3000 Судьи: Владимир Дадугин (Москва) ; Антон Махлин (Санкт-Петербург) ; Владимир Разбежкин (Уфа) |
| 6 января 2012 19:15 | Отчёт | 20:11, 14:17, 17:15, 20:16               |          |                                            | Баскет-холл, Казань Зрителей: 3000 Судьи: Владимир Дадугин (Москва) ; Антон Махлин (Санкт-Петербург) ; Владимир Разбежкин (Уфа) |
| 6 января 2012 19:15 | Отчёт | Террелл Лайдэй 20, Алексей Саврасенко 13 | Очки     | Патрик Беверли 28, Лукас Маврокефалидес 15 | Баскет-холл, Казань Зрителей: 3000 Судьи: Владимир Дадугин (Москва) ; Антон Махлин (Санкт-Петербург) ; Владимир Разбежкин (Уфа) |
| 6 января 2012 19:15 | Отчёт | Алексей Саврасенко 9, Майк Уилкинсон 7   | Подборы  | Лукас Маврокефалидес 6, 2 игрока по 5      | Баскет-холл, Казань Зрителей: 3000 Судьи: Владимир Дадугин (Москва) ; Антон Махлин (Санкт-Петербург) ; Владимир Разбежкин (Уфа) |
| 6 января 2012 19:15 | Отчёт | Террелл Лайдэй 6, Генри Домеркант 3      | Передачи | Патрик Беверли 6, Йотам Гальперин 2        | Баскет-холл, Казань Зрителей: 3000 Судьи: Владимир Дадугин (Москва) ; Антон Махлин (Санкт-Петербург) ; Владимир Разбежкин (Уфа) |

| 7 января 2012 19:10 | Отчёт | Енисей                                  | 80:102   | ЦСКА                                | Дворец спорта имени Ивана Ярыгина, Красноярск Зрителей: 3800 Судьи: Василий Галкин (Челябинск) ; Сергей Михайлов (Москва) ; Владимир Соседов (Москва) |
| 7 января 2012 19:10 | Отчёт | 22:26, 15:30, 24:26, 19:20              |          |                                     | Дворец спорта имени Ивана Ярыгина, Красноярск Зрителей: 3800 Судьи: Василий Галкин (Челябинск) ; Сергей Михайлов (Москва) ; Владимир Соседов (Москва) |
| 7 января 2012 19:10 | Отчёт | Лонни Бакстер 15, Элмедин Киканович 14  | Очки     | Ненад Крстич, Алексей Швед по 15    | Дворец спорта имени Ивана Ярыгина, Красноярск Зрителей: 3800 Судьи: Василий Галкин (Челябинск) ; Сергей Михайлов (Москва) ; Владимир Соседов (Москва) |
| 7 января 2012 19:10 | Отчёт | Лонни Бакстер, Элмедин Киканович по 6   | Подборы  | Андрей Воронцевич 7, Ненад Крстич 6 | Дворец спорта имени Ивана Ярыгина, Красноярск Зрителей: 3800 Судьи: Василий Галкин (Челябинск) ; Сергей Михайлов (Москва) ; Владимир Соседов (Москва) |
| 7 января 2012 19:10 | Отчёт | Андрей Комаровский 4, Марко Маринович 3 | Передачи | Алексей Швед 5,Джамонт Гордон 3     | Дворец спорта имени Ивана Ярыгина, Красноярск Зрителей: 3800 Судьи: Василий Галкин (Челябинск) ; Сергей Михайлов (Москва) ; Владимир Соседов (Москва) |

| 13 января 2012 19:30 | Отчёт | Триумф                                 | 95:63    | Нижний Новгород                  | Дворец спорта «Триумф», Люберцы Зрителей: 1890 Судьи: Александр Горшков (Иваново) ; Сергей Буланов (Ульяновск) ; Владимир Охрименко (Уфа) |
| 13 января 2012 19:30 | Отчёт | 30:24, 26:17, 22:7, 17:15              |          |                                  | Дворец спорта «Триумф», Люберцы Зрителей: 1890 Судьи: Александр Горшков (Иваново) ; Сергей Буланов (Ульяновск) ; Владимир Охрименко (Уфа) |
| 13 января 2012 19:30 | Отчёт | Тивайн Макки 26, Артём Кузякин 23      | Очки     | Семён Антонов 18, Иван Паунич 13 | Дворец спорта «Триумф», Люберцы Зрителей: 1890 Судьи: Александр Горшков (Иваново) ; Сергей Буланов (Ульяновск) ; Владимир Охрименко (Уфа) |
| 13 января 2012 19:30 | Отчёт | Давон Джефферсон 16, Виктор Зварыкин 6 | Подборы  | 3 игрока по 3                    | Дворец спорта «Триумф», Люберцы Зрителей: 1890 Судьи: Александр Горшков (Иваново) ; Сергей Буланов (Ульяновск) ; Владимир Охрименко (Уфа) |
| 13 января 2012 19:30 | Отчёт | Давон Джефферсон, Тивайн Макки по 3    | Передачи | Семён Антонов 2, 3 игрока по 1   | Дворец спорта «Триумф», Люберцы Зрителей: 1890 Судьи: Александр Горшков (Иваново) ; Сергей Буланов (Ульяновск) ; Владимир Охрименко (Уфа) |

| 14 января 2012 18:00 | Отчёт | ЦСКА                                 | 91:79    | Спартак                                 | Универсальный спортивный комплекс ЦСКА, Москва Зрителей: 2500 Судьи: Владимир Охрименко (Уфа) ; Срдан Дозай (Загреб) ; Сретен Радович (Дубровик) |
| 14 января 2012 18:00 | Отчёт | 30:22, 18:23, 20:19, 23:15           |          |                                         | Универсальный спортивный комплекс ЦСКА, Москва Зрителей: 2500 Судьи: Владимир Охрименко (Уфа) ; Срдан Дозай (Загреб) ; Сретен Радович (Дубровик) |
| 14 января 2012 18:00 | Отчёт | Андрей Кириленко 23, Виктор Хряпа 20 | Очки     | Владимир Драгичевич 19, Виктор Кейру 18 | Универсальный спортивный комплекс ЦСКА, Москва Зрителей: 2500 Судьи: Владимир Охрименко (Уфа) ; Срдан Дозай (Загреб) ; Сретен Радович (Дубровик) |
| 14 января 2012 18:00 | Отчёт | Андрей Кириленко 10, Виктор Хряпа 5  | Подборы  | Владимир Драгичевич 6, 2 игрока по 5    | Универсальный спортивный комплекс ЦСКА, Москва Зрителей: 2500 Судьи: Владимир Охрименко (Уфа) ; Срдан Дозай (Загреб) ; Сретен Радович (Дубровик) |
| 14 января 2012 18:00 | Отчёт | Милош Теодосич 7, Виктор Хряпа 5     | Передачи | Патрик Беверли 9, Йотам Гальперин 6     | Универсальный спортивный комплекс ЦСКА, Москва Зрителей: 2500 Судьи: Владимир Охрименко (Уфа) ; Срдан Дозай (Загреб) ; Сретен Радович (Дубровик) |

| 14 января 2012 17:00 | Отчёт | Локомотив-Кубань               | 79:72    | Спартак-Приморье                      | Спортивный комплекс «Баскет-Холл», Краснодар Зрителей: 4000 Судьи: Василий Галкин (Челябинск) ; Владимир Соседов (Москва) ; Семён Овинов (Москва) |
| 14 января 2012 17:00 | Отчёт | 15:16, 16:13, 29:17, 19:26     |          |                                       | Спортивный комплекс «Баскет-Холл», Краснодар Зрителей: 4000 Судьи: Василий Галкин (Челябинск) ; Владимир Соседов (Москва) ; Семён Овинов (Москва) |
| 14 января 2012 17:00 | Отчёт | Сергей Быков, Али Траоре по 20 | Очки     | Тори Томас 22, Константин Нестеров 12 | Спортивный комплекс «Баскет-Холл», Краснодар Зрителей: 4000 Судьи: Василий Галкин (Челябинск) ; Владимир Соседов (Москва) ; Семён Овинов (Москва) |
| 14 января 2012 17:00 | Отчёт | Джереми Месси 8, Али Траоре 6  | Подборы  | Сергей Караулов 9, Катберт Виктор 8   | Спортивный комплекс «Баскет-Холл», Краснодар Зрителей: 4000 Судьи: Василий Галкин (Челябинск) ; Владимир Соседов (Москва) ; Семён Овинов (Москва) |
| 14 января 2012 17:00 | Отчёт | Сергей Быков 4, 2 игрока по 3  | Передачи | Евгений Бабурин, Тори Томас по 2      | Спортивный комплекс «Баскет-Холл», Краснодар Зрителей: 4000 Судьи: Василий Галкин (Челябинск) ; Владимир Соседов (Москва) ; Семён Овинов (Москва) |

| 14 января 2012 19:10 | Отчёт | Енисей                                    | 76:85    | Красные крылья                  | Дворец спорта имени Ивана Ярыгина, Красноярск Зрителей: 2700 Судьи: Владимир Дадугин (Москва) ; Алексей Давыдов (Москва) ; Игорь Деменков (Санкт-Петербург) |
| 14 января 2012 19:10 | Отчёт | 17:19, 33:17, 11:18, 15:21                |          |                                 | Дворец спорта имени Ивана Ярыгина, Красноярск Зрителей: 2700 Судьи: Владимир Дадугин (Москва) ; Алексей Давыдов (Москва) ; Игорь Деменков (Санкт-Петербург) |
| 14 января 2012 19:10 | Отчёт | Андрей Комаровский 21, Марко Маринович 11 | Очки     | Аарон Майлз 22, Брион Раш 18    | Дворец спорта имени Ивана Ярыгина, Красноярск Зрителей: 2700 Судьи: Владимир Дадугин (Москва) ; Алексей Давыдов (Москва) ; Игорь Деменков (Санкт-Петербург) |
| 14 января 2012 19:10 | Отчёт | Лонни Бакстер 9, Элмедин Киканович 5      | Подборы  | Никита Балашов 7, 3 игрока по 6 | Дворец спорта имени Ивана Ярыгина, Красноярск Зрителей: 2700 Судьи: Владимир Дадугин (Москва) ; Алексей Давыдов (Москва) ; Игорь Деменков (Санкт-Петербург) |
| 14 января 2012 19:10 | Отчёт | Марко Маринович 3, 4 игрока по 1          | Передачи | Аарон Майлз 4, Брион Раш 3      | Дворец спорта имени Ивана Ярыгина, Красноярск Зрителей: 2700 Судьи: Владимир Дадугин (Москва) ; Алексей Давыдов (Москва) ; Игорь Деменков (Санкт-Петербург) |

| 21 января 2012 19:00 | Отчёт | Триумф                                 | 91:82    | Спартак-Приморье                        | Дворец спорта «Триумф», Люберцы Зрителей: 1970 Судьи: Антон Махлин (Санкт-Петербург) ; Александр Горшков (Иваново) ; Александр Романов (Екатеринбург) |
| 21 января 2012 19:00 | Отчёт | 21:25, 29:21, 18:17, 24:19             |          |                                         | Дворец спорта «Триумф», Люберцы Зрителей: 1970 Судьи: Антон Махлин (Санкт-Петербург) ; Александр Горшков (Иваново) ; Александр Романов (Екатеринбург) |
| 21 января 2012 19:00 | Отчёт | Давон Джефферсон 36, Сергей Карасёв 25 | Очки     | Тори Томас 22, Катберт Виктор 14        | Дворец спорта «Триумф», Люберцы Зрителей: 1970 Судьи: Антон Махлин (Санкт-Петербург) ; Александр Горшков (Иваново) ; Александр Романов (Екатеринбург) |
| 21 января 2012 19:00 | Отчёт | Давон Джефферсон 15, Сергей Карасёв 7  | Подборы  | Катберт Виктор 10, Александр Савенков 6 | Дворец спорта «Триумф», Люберцы Зрителей: 1970 Судьи: Антон Махлин (Санкт-Петербург) ; Александр Горшков (Иваново) ; Александр Романов (Екатеринбург) |
| 21 января 2012 19:00 | Отчёт | 3 игрока по 3                          | Передачи | Тори Томас 9, 2 игрока по 2             | Дворец спорта «Триумф», Люберцы Зрителей: 1970 Судьи: Антон Махлин (Санкт-Петербург) ; Александр Горшков (Иваново) ; Александр Романов (Екатеринбург) |

| 28 января 2012 18:00 | Отчёт | УНИКС                                      | 84:66    | Нижний Новгород                    | Баскет-холл, Казань Зрителей: 3000 Судьи: Игорь Деменков (Санкт-Петербург) ; Александр Говердовский (Москва) ; Алексей Давыдов (Москва) |
| 28 января 2012 18:00 | Отчёт | 17:16, 19:17, 22:17, 26:16                 |          |                                    | Баскет-холл, Казань Зрителей: 3000 Судьи: Игорь Деменков (Санкт-Петербург) ; Александр Говердовский (Москва) ; Алексей Давыдов (Москва) |
| 28 января 2012 18:00 | Отчёт | Генри Домеркант 17, Владимир Веремеенко 14 | Очки     | Семён Антонов 18, Вадим Панин 17   | Баскет-холл, Казань Зрителей: 3000 Судьи: Игорь Деменков (Санкт-Петербург) ; Александр Говердовский (Москва) ; Алексей Давыдов (Москва) |
| 28 января 2012 18:00 | Отчёт | Майк Уилкинсон 7, Владимир Веремеенко 5    | Подборы  | Семён Антонов, Михал Игнерски по 7 | Баскет-холл, Казань Зрителей: 3000 Судьи: Игорь Деменков (Санкт-Петербург) ; Александр Говердовский (Москва) ; Алексей Давыдов (Москва) |
| 28 января 2012 18:00 | Отчёт | Пётр Самойленко, Линн Грир по 6            | Передачи | Неманья Протич 7, Михал Игнерски 3 | Баскет-холл, Казань Зрителей: 3000 Судьи: Игорь Деменков (Санкт-Петербург) ; Александр Говердовский (Москва) ; Алексей Давыдов (Москва) |

| 28 января 2012 18:00 | Отчёт | Химки                                  | 90:69    | Енисей                                | Дворец спорта «Новатор», Химки Зрителей: 2500 Судьи: Сергей Круг (Новосибирск) ; Илья Путенко (Санкт-Петербург) ; Алексей Гончаров (Белгород) |
| 28 января 2012 18:00 | Отчёт | 13:25, 31:17, 22:11, 24:16             |          |                                       | Дворец спорта «Новатор», Химки Зрителей: 2500 Судьи: Сергей Круг (Новосибирск) ; Илья Путенко (Санкт-Петербург) ; Алексей Гончаров (Белгород) |
| 28 января 2012 18:00 | Отчёт | Крешимир Лончар, Виталий Фридзон по 21 | Очки     | Сергей Топоров 16, Душан Шакота 12    | Дворец спорта «Новатор», Химки Зрителей: 2500 Судьи: Сергей Круг (Новосибирск) ; Илья Путенко (Санкт-Петербург) ; Алексей Гончаров (Белгород) |
| 28 января 2012 18:00 | Отчёт | Сергей Моня 7, 2 игрока по 4           | Подборы  | Лонни Бакстер 5, Андрей Комаровский 4 | Дворец спорта «Новатор», Химки Зрителей: 2500 Судьи: Сергей Круг (Новосибирск) ; Илья Путенко (Санкт-Петербург) ; Алексей Гончаров (Белгород) |
| 28 января 2012 18:00 | Отчёт | Дмитрий Хвостов 7, Крис Куинн 4        | Передачи | Андрей Комаровский 4, Брайан Чейз 3   | Дворец спорта «Новатор», Химки Зрителей: 2500 Судьи: Сергей Круг (Новосибирск) ; Илья Путенко (Санкт-Петербург) ; Алексей Гончаров (Белгород) |

| 28 января 2012 17:00 | Отчёт | Спартак                                   | 96:104 ОТ | Спартак-Приморье                          | Спортивный комплекс «Юбилейный», Санкт-Петербург Зрителей: 2300 Судьи: Владимир Охрименко (Уфа) ; Владимир Соседов (Москва) ; Юрий Зинкевич (Новосибирск) |
| 28 января 2012 17:00 | Отчёт | 25:26, 15:18, 24:16, 12:16, 10:10 , 10:18 |           |                                           | Спортивный комплекс «Юбилейный», Санкт-Петербург Зрителей: 2300 Судьи: Владимир Охрименко (Уфа) ; Владимир Соседов (Москва) ; Юрий Зинкевич (Новосибирск) |
| 28 января 2012 17:00 | Отчёт | Патрик Беверли 38, Йотам Гальперин 14     | Очки      | Катберт Виктор 22, Константин Нестеров 20 | Спортивный комплекс «Юбилейный», Санкт-Петербург Зрителей: 2300 Судьи: Владимир Охрименко (Уфа) ; Владимир Соседов (Москва) ; Юрий Зинкевич (Новосибирск) |
| 28 января 2012 17:00 | Отчёт | Виктор Кейру 8, 2 игроа по 7              | Подборы   | Катберт Виктор 11, Александр Савенков 6   | Спортивный комплекс «Юбилейный», Санкт-Петербург Зрителей: 2300 Судьи: Владимир Охрименко (Уфа) ; Владимир Соседов (Москва) ; Юрий Зинкевич (Новосибирск) |
| 28 января 2012 17:00 | Отчёт | Патрик Беверли 5, Йотам Гальперин 3       | Передачи  | Тори Томас 5, 3 игрока по 2               | Спортивный комплекс «Юбилейный», Санкт-Петербург Зрителей: 2300 Судьи: Владимир Охрименко (Уфа) ; Владимир Соседов (Москва) ; Юрий Зинкевич (Новосибирск) |

| 28 января 2012 16:00 | Отчёт | Локомотив-Кубань                     | 58:91    | ЦСКА                                | Спортивный комплекс «Баскет-Холл», Краснодар Зрителей: 7700 Судьи: Антон Махлин (Санкт-Петербург) ; Сергей Буланов (Ульяновск) ; Владимир Дадугин (Москва) |
| 28 января 2012 16:00 | Отчёт | 24:29, 19:16, 5:23, 10:23            |          |                                     | Спортивный комплекс «Баскет-Холл», Краснодар Зрителей: 7700 Судьи: Антон Махлин (Санкт-Петербург) ; Сергей Буланов (Ульяновск) ; Владимир Дадугин (Москва) |
| 28 января 2012 16:00 | Отчёт | Келвин Риверс 16, Родерик Блэкни 11  | Очки     | Алексей Швед 15, 2 игрока по 12     | Спортивный комплекс «Баскет-Холл», Краснодар Зрителей: 7700 Судьи: Антон Махлин (Санкт-Петербург) ; Сергей Буланов (Ульяновск) ; Владимир Дадугин (Москва) |
| 28 января 2012 16:00 | Отчёт | Джереми Месси 6, Григорий Шуховцов 5 | Подборы  | Виктор Хряпа, Андрей Кириленко по 7 | Спортивный комплекс «Баскет-Холл», Краснодар Зрителей: 7700 Судьи: Антон Махлин (Санкт-Петербург) ; Сергей Буланов (Ульяновск) ; Владимир Дадугин (Москва) |
| 28 января 2012 16:00 | Отчёт | 5 игроков по 2                       | Передачи | Джамонт Гордон 5, Милош Теодосич 4  | Спортивный комплекс «Баскет-Холл», Краснодар Зрителей: 7700 Судьи: Антон Махлин (Санкт-Петербург) ; Сергей Буланов (Ульяновск) ; Владимир Дадугин (Москва) |

| 28 января 2012 17:00 | Отчёт | Красные крылья                      | 69:75    | Триумф                                  | МТЛ-Арена, Самара Зрителей: 1600 Судьи: Сергей Михайлов (Москва) ; Владимир Разбежкин (Уфа) ; Сергей Беляков (Ижевск) |
| 28 января 2012 17:00 | Отчёт | 12:21, 14:19, 28:16, 15:19          |          |                                         | МТЛ-Арена, Самара Зрителей: 1600 Судьи: Сергей Михайлов (Москва) ; Владимир Разбежкин (Уфа) ; Сергей Беляков (Ижевск) |
| 28 января 2012 17:00 | Отчёт | Драган Лабович 25, Брион Раш 20     | Очки     | Давон Джефферсон 25, Дмитрий Кулагин 17 | МТЛ-Арена, Самара Зрителей: 1600 Судьи: Сергей Михайлов (Москва) ; Владимир Разбежкин (Уфа) ; Сергей Беляков (Ижевск) |
| 28 января 2012 17:00 | Отчёт | Евгений Колесников 9, 2 игрока по 6 | Подборы  | Давон Джефферсон 12, Сергей Карасёв 8   | МТЛ-Арена, Самара Зрителей: 1600 Судьи: Сергей Михайлов (Москва) ; Владимир Разбежкин (Уфа) ; Сергей Беляков (Ижевск) |
| 28 января 2012 17:00 | Отчёт | Брион Раш 7, Аарон Майлз 4          | Передачи | Тивайн Макки 4, 2 игрока по 3           | МТЛ-Арена, Самара Зрителей: 1600 Судьи: Сергей Михайлов (Москва) ; Владимир Разбежкин (Уфа) ; Сергей Беляков (Ижевск) |

| 5 февраля 2012 19:00 | Отчёт | Триумф                              | 71:61    | УНИКС                                   | Дворец спорта «Триумф», Люберцы Зрителей: 3000 Судьи: Сергей Круг (Новосибирск) ; Сергей Буланов (Ульяновск) ; Алексей Гончаров (Белгород) |
| 5 февраля 2012 19:00 | Отчёт | 20:18, 25:10, 16:16, 10:17          |          |                                         | Дворец спорта «Триумф», Люберцы Зрителей: 3000 Судьи: Сергей Круг (Новосибирск) ; Сергей Буланов (Ульяновск) ; Алексей Гончаров (Белгород) |
| 5 февраля 2012 19:00 | Отчёт | Дмитрий Кулагин 21, Тивайн Макки 15 | Очки     | Майк Уилкинсон, Линн Грир по 11         | Дворец спорта «Триумф», Люберцы Зрителей: 3000 Судьи: Сергей Круг (Новосибирск) ; Сергей Буланов (Ульяновск) ; Алексей Гончаров (Белгород) |
| 5 февраля 2012 19:00 | Отчёт | Давон Джефферсон 10, Кайл Лэндри 7  | Подборы  | Майк Уилкинсон 9, Владимир Веремеенко 6 | Дворец спорта «Триумф», Люберцы Зрителей: 3000 Судьи: Сергей Круг (Новосибирск) ; Сергей Буланов (Ульяновск) ; Алексей Гончаров (Белгород) |
| 5 февраля 2012 19:00 | Отчёт | Сергей Карасёв 4, 2 игрока по 3     | Передачи | Линн Грир 4, Пётр Самойленко 3          | Дворец спорта «Триумф», Люберцы Зрителей: 3000 Судьи: Сергей Круг (Новосибирск) ; Сергей Буланов (Ульяновск) ; Алексей Гончаров (Белгород) |

| 11 февраля 2012 19:00 | Отчёт | Спартак-Приморье                    | 63:76    | Спартак                                      | Спорткомплекс «Олимпиец», Владивосток Зрителей: 1300 Судьи: Александр Горшков (Иваново) ; Владимир Дадугин (Москва) ; Антон Махлин (Санкт-Петербург) |
| 11 февраля 2012 19:00 | Отчёт | 17:16, 17:17, 17:27, 12:16          |          |                                              | Спорткомплекс «Олимпиец», Владивосток Зрителей: 1300 Судьи: Александр Горшков (Иваново) ; Владимир Дадугин (Москва) ; Антон Махлин (Санкт-Петербург) |
| 11 февраля 2012 19:00 | Отчёт | Катберт Виктор 18, Шон Денисон 14   | Очки     | Лукас Маврокефалидес 18, Анатолий Каширов 16 | Спорткомплекс «Олимпиец», Владивосток Зрителей: 1300 Судьи: Александр Горшков (Иваново) ; Владимир Дадугин (Москва) ; Антон Махлин (Санкт-Петербург) |
| 11 февраля 2012 19:00 | Отчёт | Александр Савенков 10, Тори Томас 4 | Подборы  | Анатолий Каширов 5, Валерий Лиходей 4        | Спорткомплекс «Олимпиец», Владивосток Зрителей: 1300 Судьи: Александр Горшков (Иваново) ; Владимир Дадугин (Москва) ; Антон Махлин (Санкт-Петербург) |
| 11 февраля 2012 19:00 | Отчёт | Тори Томас 5, Шон Денисон 3         | Передачи | Патрик Беверли 6, Йотам Гальперин 5          | Спорткомплекс «Олимпиец», Владивосток Зрителей: 1300 Судьи: Александр Горшков (Иваново) ; Владимир Дадугин (Москва) ; Антон Махлин (Санкт-Петербург) |

#### Второй круг
| 11 февраля 2012 19:00 | Отчёт | ЦСКА                                   | 87:70    | Локомотив-Кубань                     | Универсальный спортивный комплекс ЦСКА, Москва Зрителей: 2700 Судьи: Владимир Охрименко (Уфа) ; Василий Галкин (Челябинск) ; Илья Путенко (Санкт-Петербург) |
| 11 февраля 2012 19:00 | Отчёт | 25:17, 24:12, 23:23, 15:18             |          |                                      | Универсальный спортивный комплекс ЦСКА, Москва Зрителей: 2700 Судьи: Владимир Охрименко (Уфа) ; Василий Галкин (Челябинск) ; Илья Путенко (Санкт-Петербург) |
| 11 февраля 2012 19:00 | Отчёт | Андрей Кириленко 13, Александр Каун 12 | Очки     | Келвин Риверс 14, Никита Шабалкин 12 | Универсальный спортивный комплекс ЦСКА, Москва Зрителей: 2700 Судьи: Владимир Охрименко (Уфа) ; Василий Галкин (Челябинск) ; Илья Путенко (Санкт-Петербург) |
| 11 февраля 2012 19:00 | Отчёт | Андрей Воронцевич 8, 2 игрока по 6     | Подборы  | Келвин Риверс 9, Джереми Месси 7     | Универсальный спортивный комплекс ЦСКА, Москва Зрителей: 2700 Судьи: Владимир Охрименко (Уфа) ; Василий Галкин (Челябинск) ; Илья Путенко (Санкт-Петербург) |
| 11 февраля 2012 19:00 | Отчёт | Джамонт Гордон 5, 2 игрока по 4        | Передачи | 3 игрока по 3                        | Универсальный спортивный комплекс ЦСКА, Москва Зрителей: 2700 Судьи: Владимир Охрименко (Уфа) ; Василий Галкин (Челябинск) ; Илья Путенко (Санкт-Петербург) |

| 18 февраля 2012 18:40 | Отчёт | Енисей                              | 69:77    | УНИКС                               | Дворец спорта имени Ивана Ярыгина, Красноярск Зрителей: 2500 Судьи: Сергей Михайлов (Москва) ; Алексей Давыдов (Москва) ; Александр Говердовский (Москва) |
| 18 февраля 2012 18:40 | Отчёт | 20:25, 14:13, 18:22, 17:17          |          |                                     | Дворец спорта имени Ивана Ярыгина, Красноярск Зрителей: 2500 Судьи: Сергей Михайлов (Москва) ; Алексей Давыдов (Москва) ; Александр Говердовский (Москва) |
| 18 февраля 2012 18:40 | Отчёт | Лонни Бакстер 16, Брайан Чейз 10    | Очки     | Линн Грир, Генри Домеркант по 22    | Дворец спорта имени Ивана Ярыгина, Красноярск Зрителей: 2500 Судьи: Сергей Михайлов (Москва) ; Алексей Давыдов (Москва) ; Александр Говердовский (Москва) |
| 18 февраля 2012 18:40 | Отчёт | Лонни Бакстер 7, 2 игрока по 4      | Подборы  | Майк Уилкинсон 8, Генри Домеркант 6 | Дворец спорта имени Ивана Ярыгина, Красноярск Зрителей: 2500 Судьи: Сергей Михайлов (Москва) ; Алексей Давыдов (Москва) ; Александр Говердовский (Москва) |
| 18 февраля 2012 18:40 | Отчёт | Андрей Комаровский 5, Брайан Чейз 2 | Передачи | Линн Грир 4, Генри Домеркант 2      | Дворец спорта имени Ивана Ярыгина, Красноярск Зрителей: 2500 Судьи: Сергей Михайлов (Москва) ; Алексей Давыдов (Москва) ; Александр Говердовский (Москва) |

| 18 февраля 2012 18:00 | Отчёт | Локомотив-Кубань                  | 79:68    | Нижний Новгород                   | Спортивный комплекс «Баскет-Холл», Краснодар Зрителей: 1500 Судьи: Александр Горшков (Иваново) ; Владимир Охрименко (Уфа) ; Юрий Зинкевич (Новосибирск) |
| 18 февраля 2012 18:00 | Отчёт | 18:15, 22:13, 17:19, 22:21        |          |                                   | Спортивный комплекс «Баскет-Холл», Краснодар Зрителей: 1500 Судьи: Александр Горшков (Иваново) ; Владимир Охрименко (Уфа) ; Юрий Зинкевич (Новосибирск) |
| 18 февраля 2012 18:00 | Отчёт | Джереми Месси 19, Али Траоре 17   | Очки     | Артём Яковенко 18, Вадим Панин 15 | Спортивный комплекс «Баскет-Холл», Краснодар Зрителей: 1500 Судьи: Александр Горшков (Иваново) ; Владимир Охрименко (Уфа) ; Юрий Зинкевич (Новосибирск) |
| 18 февраля 2012 18:00 | Отчёт | Джереми Месси 15, Келвин Риверс 6 | Подборы  | Артём Яковенко 8, Олег Баранов 7  | Спортивный комплекс «Баскет-Холл», Краснодар Зрителей: 1500 Судьи: Александр Горшков (Иваново) ; Владимир Охрименко (Уфа) ; Юрий Зинкевич (Новосибирск) |
| 18 февраля 2012 18:00 | Отчёт | Родерик Блэкни 4, Джереми Месси 3 | Передачи | Дмитрий Головин 3, 3 игрока по 2  | Спортивный комплекс «Баскет-Холл», Краснодар Зрителей: 1500 Судьи: Александр Горшков (Иваново) ; Владимир Охрименко (Уфа) ; Юрий Зинкевич (Новосибирск) |

| 18 февраля 2012 18:00 | Отчёт | ЦСКА                                 | 99:83    | Триумф                              | Универсальный спортивный комплекс ЦСКА, Москва Зрителей: 2300 Судьи: Антон Махлин (Санкт-Петербург) ; Сергей Буланов (Ульяновск) ; Владимир Соседов (Москва) |
| 18 февраля 2012 18:00 | Отчёт | 26:20, 26:22, 27:17, 20:24           |          |                                     | Универсальный спортивный комплекс ЦСКА, Москва Зрителей: 2300 Судьи: Антон Махлин (Санкт-Петербург) ; Сергей Буланов (Ульяновск) ; Владимир Соседов (Москва) |
| 18 февраля 2012 18:00 | Отчёт | Андрей Кириленко 20, Ненад Крстич 19 | Очки     | Давон Джефферсон 22, 2 игрока по 15 | Универсальный спортивный комплекс ЦСКА, Москва Зрителей: 2300 Судьи: Антон Махлин (Санкт-Петербург) ; Сергей Буланов (Ульяновск) ; Владимир Соседов (Москва) |
| 18 февраля 2012 18:00 | Отчёт | Андрей Кириленко 9, 2 игрока по 5    | Подборы  | Давон Джефферсон 8, Кайл Лэндри 6   | Универсальный спортивный комплекс ЦСКА, Москва Зрителей: 2300 Судьи: Антон Махлин (Санкт-Петербург) ; Сергей Буланов (Ульяновск) ; Владимир Соседов (Москва) |
| 18 февраля 2012 18:00 | Отчёт | Милош Теодосич 6, Алексей Швед 4     | Передачи | 3 игрока по 4                       | Универсальный спортивный комплекс ЦСКА, Москва Зрителей: 2300 Судьи: Антон Махлин (Санкт-Петербург) ; Сергей Буланов (Ульяновск) ; Владимир Соседов (Москва) |

| 18 февраля 2012 18:00 | Отчёт | Красные крылья                          | 78:71    | Спартак-Приморье                        | МТЛ-Арена, Самара Зрителей: 1200 Судьи: Сергей Круг (Новосибирск) ; Владимир Разбежкин (Уфа) ; Илья Путенко (Санкт-Петербург) |
| 18 февраля 2012 18:00 | Отчёт | 25:18, 20:13, 11:22, 22:18              |          |                                         | МТЛ-Арена, Самара Зрителей: 1200 Судьи: Сергей Круг (Новосибирск) ; Владимир Разбежкин (Уфа) ; Илья Путенко (Санкт-Петербург) |
| 18 февраля 2012 18:00 | Отчёт | Брион Раш 18, Драган Лабович 16         | Очки     | Тори Томас 13, Шон Денисон 12           | МТЛ-Арена, Самара Зрителей: 1200 Судьи: Сергей Круг (Новосибирск) ; Владимир Разбежкин (Уфа) ; Илья Путенко (Санкт-Петербург) |
| 18 февраля 2012 18:00 | Отчёт | Драган Лабович 11, Евгений Колесников 7 | Подборы  | Александр Савенков 11, Катберт Виктор 9 | МТЛ-Арена, Самара Зрителей: 1200 Судьи: Сергей Круг (Новосибирск) ; Владимир Разбежкин (Уфа) ; Илья Путенко (Санкт-Петербург) |
| 18 февраля 2012 18:00 | Отчёт | Аарон Майлз 7, Брион Раш 6              | Передачи | Тори Томас 5, 2 игрока по 3             | МТЛ-Арена, Самара Зрителей: 1200 Судьи: Сергей Круг (Новосибирск) ; Владимир Разбежкин (Уфа) ; Илья Путенко (Санкт-Петербург) |

| 18 февраля 2012 19:00 | Отчёт | Спартак                                | 53:56    | Химки                                 | Спортивный комплекс «Юбилейный», Санкт-Петербург Зрителей: 4200 Судьи: Олег Латышев (Рига) ; Зоран Сутулович (Подгорица) ; Андрей Ловсин (Любляна) |
| 18 февраля 2012 19:00 | Отчёт | 16:17, 18:13, 14:11, 5:15              |          |                                       | Спортивный комплекс «Юбилейный», Санкт-Петербург Зрителей: 4200 Судьи: Олег Латышев (Рига) ; Зоран Сутулович (Подгорица) ; Андрей Ловсин (Любляна) |
| 18 февраля 2012 19:00 | Отчёт | Янис Стрелниекс, Валерий Лиходей по 10 | Очки     | Крешимир Лончар 17, Зоран Планинич 13 | Спортивный комплекс «Юбилейный», Санкт-Петербург Зрителей: 4200 Судьи: Олег Латышев (Рига) ; Зоран Сутулович (Подгорица) ; Андрей Ловсин (Любляна) |
| 18 февраля 2012 19:00 | Отчёт | Алексей Зозулин 9, Валерий Лиходей 7   | Подборы  | Сергей Моня 6, 2 игрока по 4          | Спортивный комплекс «Юбилейный», Санкт-Петербург Зрителей: 4200 Судьи: Олег Латышев (Рига) ; Зоран Сутулович (Подгорица) ; Андрей Ловсин (Любляна) |
| 18 февраля 2012 19:00 | Отчёт | Патрик Беверли 3, 4 игрока по 2        | Передачи | Зоран Планинич 4, Крис Куинн 3        | Спортивный комплекс «Юбилейный», Санкт-Петербург Зрителей: 4200 Судьи: Олег Латышев (Рига) ; Зоран Сутулович (Подгорица) ; Андрей Ловсин (Любляна) |

| 3 марта 2012 18:00 | Отчёт | Красные крылья                  | 79:73    | Нижний Новгород                     | МТЛ-Арена, Самара Зрителей: 1600 Судьи: Фёдор Дмитриев (Минск) ; Евгений Ветров (Казань) ; Алексей Давыдов (Москва) |
| 3 марта 2012 18:00 | Отчёт | 20:18, 26:9, 17:19, 16:27       |          |                                     | МТЛ-Арена, Самара Зрителей: 1600 Судьи: Фёдор Дмитриев (Минск) ; Евгений Ветров (Казань) ; Алексей Давыдов (Москва) |
| 3 марта 2012 18:00 | Отчёт | Брион Раш 19, Драган Лабович 13 | Очки     | Артём Яковенко 14, Олег Баранов 11  | МТЛ-Арена, Самара Зрителей: 1600 Судьи: Фёдор Дмитриев (Минск) ; Евгений Ветров (Казань) ; Алексей Давыдов (Москва) |
| 3 марта 2012 18:00 | Отчёт | Аарон Майлз 9, Драган Лабович 5 | Подборы  | Артём Яковенко, Вадим Панин по 5    | МТЛ-Арена, Самара Зрителей: 1600 Судьи: Фёдор Дмитриев (Минск) ; Евгений Ветров (Казань) ; Алексей Давыдов (Москва) |
| 3 марта 2012 18:00 | Отчёт | Аарон Майлз 7, Брион Раш 5      | Передачи | Неманья Протич 6, Дмитрий Головин 4 | МТЛ-Арена, Самара Зрителей: 1600 Судьи: Фёдор Дмитриев (Минск) ; Евгений Ветров (Казань) ; Алексей Давыдов (Москва) |

| 3 марта 2012 18:45 | Отчёт | Спартак-Приморье                 | 74:83    | Химки                                 | Спорткомплекс «Олимпиец», Владивосток Зрителей: 1500 Судьи: Сергей Круг (Новосибирск) ; Игорь Деменков (Санкт-Петербург) ; Семён Овинов (Москва) |
| 3 марта 2012 18:45 | Отчёт | 20:18, 20:18, 19:25, 15:22       |          |                                       | Спорткомплекс «Олимпиец», Владивосток Зрителей: 1500 Судьи: Сергей Круг (Новосибирск) ; Игорь Деменков (Санкт-Петербург) ; Семён Овинов (Москва) |
| 3 марта 2012 18:45 | Отчёт | Тори Томас 17, Катберт Виктор 16 | Очки     | Крешимир Лончар 20, Зоран Планинич 20 | Спорткомплекс «Олимпиец», Владивосток Зрителей: 1500 Судьи: Сергей Круг (Новосибирск) ; Игорь Деменков (Санкт-Петербург) ; Семён Овинов (Москва) |
| 3 марта 2012 18:45 | Отчёт | Катберт Виктор 7, 2 игрока по 5  | Подборы  | Зоран Планинич 8, 2 игрока по 6       | Спорткомплекс «Олимпиец», Владивосток Зрителей: 1500 Судьи: Сергей Круг (Новосибирск) ; Игорь Деменков (Санкт-Петербург) ; Семён Овинов (Москва) |
| 3 марта 2012 18:45 | Отчёт | Тори Томас 7, Евгений Бабурин 3  | Передачи | Зоран Планинич 9, Виталий Фридзон 3   | Спорткомплекс «Олимпиец», Владивосток Зрителей: 1500 Судьи: Сергей Круг (Новосибирск) ; Игорь Деменков (Санкт-Петербург) ; Семён Овинов (Москва) |

| 3 марта 2012 19:00 | Отчёт | ЦСКА                               | 91:64    | Енисей                               | Универсальный спортивный комплекс ЦСКА, Москва Зрителей: 2000 Судьи: Владимир Охрименко (Уфа) ; Сергей Михайлов (Москва) ; Илья Путенко (Санкт-Петербург) |
| 3 марта 2012 19:00 | Отчёт | 21:19, 24:16, 22:15, 24:14         |          |                                      | Универсальный спортивный комплекс ЦСКА, Москва Зрителей: 2000 Судьи: Владимир Охрименко (Уфа) ; Сергей Михайлов (Москва) ; Илья Путенко (Санкт-Петербург) |
| 3 марта 2012 19:00 | Отчёт | Самми Мехиа 12, 3 игрока по 11     | Очки     | Илья Сыроватко 11, Душан Шакота 9    | Универсальный спортивный комплекс ЦСКА, Москва Зрителей: 2000 Судьи: Владимир Охрименко (Уфа) ; Сергей Михайлов (Москва) ; Илья Путенко (Санкт-Петербург) |
| 3 марта 2012 19:00 | Отчёт | Дариуш Лавринович 8, Самми Мехиа 6 | Подборы  | Лонни Бакстер 7, Душан Шакота 4      | Универсальный спортивный комплекс ЦСКА, Москва Зрителей: 2000 Судьи: Владимир Охрименко (Уфа) ; Сергей Михайлов (Москва) ; Илья Путенко (Санкт-Петербург) |
| 3 марта 2012 19:00 | Отчёт | Виктор Хряпа, Джамонт Гордон по 4  | Передачи | Андрей Комаровский 3, 6 игроков по 1 | Универсальный спортивный комплекс ЦСКА, Москва Зрителей: 2000 Судьи: Владимир Охрименко (Уфа) ; Сергей Михайлов (Москва) ; Илья Путенко (Санкт-Петербург) |

| 3 марта 2012 18:00 | Отчёт | Спартак                              | 67:79    | Локомотив-Кубань                    | Спортивный комплекс «Юбилейный», Санкт-Петербург Зрителей: 2100 Судьи: Александр Горшков (Иваново) ; Василий Галкин (Челябинск) ; Владимир Разбежкин (Уфа) |
| 3 марта 2012 18:00 | Отчёт | 23:18, 18:19, 14:22, 12:20           |          |                                     | Спортивный комплекс «Юбилейный», Санкт-Петербург Зрителей: 2100 Судьи: Александр Горшков (Иваново) ; Василий Галкин (Челябинск) ; Владимир Разбежкин (Уфа) |
| 3 марта 2012 18:00 | Отчёт | Патрик Беверли 14, Миха Жупан 11     | Очки     | Сергей Быков 16, Максим Шелекето 14 | Спортивный комплекс «Юбилейный», Санкт-Петербург Зрителей: 2100 Судьи: Александр Горшков (Иваново) ; Василий Галкин (Челябинск) ; Владимир Разбежкин (Уфа) |
| 3 марта 2012 18:00 | Отчёт | Владимир Драгичевич 6, 3 игрока по 5 | Подборы  | Али Траоре, Джереми Месси по 6      | Спортивный комплекс «Юбилейный», Санкт-Петербург Зрителей: 2100 Судьи: Александр Горшков (Иваново) ; Василий Галкин (Челябинск) ; Владимир Разбежкин (Уфа) |
| 3 марта 2012 18:00 | Отчёт | Патрик Беверли 6, Йотам Гальперин 4  | Передачи | Джереми Месси, Лайонел Чалмерс по 3 | Спортивный комплекс «Юбилейный», Санкт-Петербург Зрителей: 2100 Судьи: Александр Горшков (Иваново) ; Василий Галкин (Челябинск) ; Владимир Разбежкин (Уфа) |

| 4 марта 2012 18:00 | Отчёт | УНИКС                                                     | 73:76    | Триумф                                                | Баскет-холл, Казань Зрителей: 2500 Судьи: Владимир Дадугин (Москва) ; Владимир Соседов (Москва) ; Сергей Беляков (Ижевск) |
| 4 марта 2012 18:00 | Отчёт | 25:21, 19:17, 6:21, 23:17                                 |          |                                                       | Баскет-холл, Казань Зрителей: 2500 Судьи: Владимир Дадугин (Москва) ; Владимир Соседов (Москва) ; Сергей Беляков (Ижевск) |
| 4 марта 2012 18:00 | Отчёт | Келли Маккарти 24, Натан Джаваи, Владимир Веремеенкопо 13 | Очки     | Кайл Лэндри 17, Артём Кузякин, Давон Джефферсон по 12 | Баскет-холл, Казань Зрителей: 2500 Судьи: Владимир Дадугин (Москва) ; Владимир Соседов (Москва) ; Сергей Беляков (Ижевск) |
| 4 марта 2012 18:00 | Отчёт | Владимир Веремеенко 10, Келли Маккарти 8, Натан Джаваи 7  | Подборы  | Кайл Лэндри 9, Давон Джефферсон, Тивайн Макки по 5    | Баскет-холл, Казань Зрителей: 2500 Судьи: Владимир Дадугин (Москва) ; Владимир Соседов (Москва) ; Сергей Беляков (Ижевск) |
| 4 марта 2012 18:00 | Отчёт | Пётр Самойленко 4, Келли Маккарти 3, Игорь Заманский 2    | Передачи | Давон Джефферсон, Тивайн Макки по 4,Кайл Лэндри 3     | Баскет-холл, Казань Зрителей: 2500 Судьи: Владимир Дадугин (Москва) ; Владимир Соседов (Москва) ; Сергей Беляков (Ижевск) |

| 6 марта 2012 19:10 | Отчёт | Енисей                                  | 73:91    | Химки                                   | Дворец спорта имени Ивана Ярыгина, Красноярск Зрителей: 1600 Судьи: Антон Махлин (Санкт-Петербург) ; Василий Галкин (Челябинск) ; Геннадий Пономарёв (Азов) |
| 6 марта 2012 19:10 | Отчёт | 17:22, 14:26, 22:27, 20:16              |          |                                         | Дворец спорта имени Ивана Ярыгина, Красноярск Зрителей: 1600 Судьи: Антон Махлин (Санкт-Петербург) ; Василий Галкин (Челябинск) ; Геннадий Пономарёв (Азов) |
| 6 марта 2012 19:10 | Отчёт | Сергей Топоров 18, Элмедин Киканович 16 | Очки     | Крешимир Лончар 12, 3 игрока по 10      | Дворец спорта имени Ивана Ярыгина, Красноярск Зрителей: 1600 Судьи: Антон Махлин (Санкт-Петербург) ; Василий Галкин (Челябинск) ; Геннадий Пономарёв (Азов) |
| 6 марта 2012 19:10 | Отчёт | Сергей Топоров, Лонни Бакстер по 4      | Подборы  | Микаэль Желабаль 7, Алексей Жуканенко 5 | Дворец спорта имени Ивана Ярыгина, Красноярск Зрителей: 1600 Судьи: Антон Махлин (Санкт-Петербург) ; Василий Галкин (Челябинск) ; Геннадий Пономарёв (Азов) |
| 6 марта 2012 19:10 | Отчёт | Алексей Нестеров 4, Марко Маринович 2   | Передачи | Крис Куинн 5, 2 игрока по 5             | Дворец спорта имени Ивана Ярыгина, Красноярск Зрителей: 1600 Судьи: Антон Махлин (Санкт-Петербург) ; Василий Галкин (Челябинск) ; Геннадий Пономарёв (Азов) |

| 7 марта 2012 19:10 | Отчёт | Нижний Новгород                  | 82:77    | УНИКС                                 | Нагорный дворец спорта профсоюзов, Нижний Новгород Зрителей: 2000 Судьи: Владимир Охрименко (Уфа) ; Александр Горшков (Иваново), Алексей Архипов (Рязань) |
| 7 марта 2012 19:10 | Отчёт | 26:24, 10:21, 22:11, 24:21       |          |                                       | Нагорный дворец спорта профсоюзов, Нижний Новгород Зрителей: 2000 Судьи: Владимир Охрименко (Уфа) ; Александр Горшков (Иваново), Алексей Архипов (Рязань) |
| 7 марта 2012 19:10 | Отчёт | Семён Антонов 19, Вадим Панин 13 | Очки     | Пётр Самойленко 16, Террелл Лайдэй 13 | Нагорный дворец спорта профсоюзов, Нижний Новгород Зрителей: 2000 Судьи: Владимир Охрименко (Уфа) ; Александр Горшков (Иваново), Алексей Архипов (Рязань) |
| 7 марта 2012 19:10 | Отчёт | Иван Паунич 8, 2 игрока по 7     | Подборы  | Террелл Лайдэй 8, Боштьян Нахбар 5    | Нагорный дворец спорта профсоюзов, Нижний Новгород Зрителей: 2000 Судьи: Владимир Охрименко (Уфа) ; Александр Горшков (Иваново), Алексей Архипов (Рязань) |
| 7 марта 2012 19:10 | Отчёт | Иван Савельев 6, Вадим Панин 5   | Передачи | Пётр Самойленко, Генри Домеркант по 3 | Нагорный дворец спорта профсоюзов, Нижний Новгород Зрителей: 2000 Судьи: Владимир Охрименко (Уфа) ; Александр Горшков (Иваново), Алексей Архипов (Рязань) |

| 10 марта 2012 19:10 | Отчёт | Нижний Новгород                   | 74:79    | Химки                                 | Нагорный дворец спорта профсоюзов, Нижний Новгород Зрителей: 600 Судьи: Сергей Буланов (Ульяновск) ; Владимир Разбежкин (Уфа) ; Илья Путенко (Санкт-Петербург) |
| 10 марта 2012 19:10 | Отчёт | 24:28, 14:21, 16:13, 20:17        |          |                                       | Нагорный дворец спорта профсоюзов, Нижний Новгород Зрителей: 600 Судьи: Сергей Буланов (Ульяновск) ; Владимир Разбежкин (Уфа) ; Илья Путенко (Санкт-Петербург) |
| 10 марта 2012 19:10 | Отчёт | Иван Паунич 22, Семён Антонов 16  | Очки     | Зоран Планинич 20, Виталий Фридзон 19 | Нагорный дворец спорта профсоюзов, Нижний Новгород Зрителей: 600 Судьи: Сергей Буланов (Ульяновск) ; Владимир Разбежкин (Уфа) ; Илья Путенко (Санкт-Петербург) |
| 10 марта 2012 19:10 | Отчёт | Примож Брежец 9, Семён Антонов 8, | Подборы  | Егор Вяльцев, Джефф Эдриан по 4       | Нагорный дворец спорта профсоюзов, Нижний Новгород Зрителей: 600 Судьи: Сергей Буланов (Ульяновск) ; Владимир Разбежкин (Уфа) ; Илья Путенко (Санкт-Петербург) |
| 10 марта 2012 19:10 | Отчёт | Семён Антонов 4, Неманья Протич 3 | Передачи | Зоран Планинич 7, Егор Вяльцев 3      | Нагорный дворец спорта профсоюзов, Нижний Новгород Зрителей: 600 Судьи: Сергей Буланов (Ульяновск) ; Владимир Разбежкин (Уфа) ; Илья Путенко (Санкт-Петербург) |

| 13 марта 2012 18:00 | Отчёт | УНИКС                                 | 57:75    | ЦСКА                                       | Баскет-холл, Казань Зрителей: 3000 Судьи: Якуб Замойски (Вроцлав) ; Апостолос Калпакас (Стокгольм) ; Мюрат Биричик (Стамбул) |
| 13 марта 2012 18:00 | Отчёт | 21:16, 10:18, 10:21, 16:20            |          |                                            | Баскет-холл, Казань Зрителей: 3000 Судьи: Якуб Замойски (Вроцлав) ; Апостолос Калпакас (Стокгольм) ; Мюрат Биричик (Стамбул) |
| 13 марта 2012 18:00 | Отчёт | Келли Маккарти 15, Генри Домеркант 12 | Очки     | Андрей Кириленко 15, Рамунас Шишкаускас 11 | Баскет-холл, Казань Зрителей: 3000 Судьи: Якуб Замойски (Вроцлав) ; Апостолос Калпакас (Стокгольм) ; Мюрат Биричик (Стамбул) |
| 13 марта 2012 18:00 | Отчёт | Келли Маккарти 10, 3 игрока по 6      | Подборы  | Андрей Кириленко 10, 2 игрока по 6         | Баскет-холл, Казань Зрителей: 3000 Судьи: Якуб Замойски (Вроцлав) ; Апостолос Калпакас (Стокгольм) ; Мюрат Биричик (Стамбул) |
| 13 марта 2012 18:00 | Отчёт | Пётр Самойленко 5, 2 игрока по 2      | Передачи | Милош Теодосич 7, 2 игрока по 3            | Баскет-холл, Казань Зрителей: 3000 Судьи: Якуб Замойски (Вроцлав) ; Апостолос Калпакас (Стокгольм) ; Мюрат Биричик (Стамбул) |

| 13 марта 2012 20:00 | Отчёт | Химки                                 | 88:80    | Локомотив-Кубань                  | Дворец спорта «Новатор», Химки Зрителей: 3100 Судьи: Дубравко Мухвич (Карловац) ; Элиас Коромилас (Афины) ; Андрей Ловсин (Любляна) |
| 13 марта 2012 20:00 | Отчёт | 28:17, 23:22, 21:20, 16:21            |          |                                   | Дворец спорта «Новатор», Химки Зрителей: 3100 Судьи: Дубравко Мухвич (Карловац) ; Элиас Коромилас (Афины) ; Андрей Ловсин (Любляна) |
| 13 марта 2012 20:00 | Отчёт | Виталий Фридзон 21, Зоран Планинич 16 | Очки     | Джереми Месси, Сергей Быков по16  | Дворец спорта «Новатор», Химки Зрителей: 3100 Судьи: Дубравко Мухвич (Карловац) ; Элиас Коромилас (Афины) ; Андрей Ловсин (Любляна) |
| 13 марта 2012 20:00 | Отчёт | Крешимир Лончар6, Зоран Планинич 5    | Подборы  | Джереми Месси 8, Владо Илиевски 4 | Дворец спорта «Новатор», Химки Зрителей: 3100 Судьи: Дубравко Мухвич (Карловац) ; Элиас Коромилас (Афины) ; Андрей Ловсин (Любляна) |
| 13 марта 2012 20:00 | Отчёт | Егор Вяльцев 10, Сергей Моня 7        | Передачи | Владо Илиевски 5, 3 игрока по 2   | Дворец спорта «Новатор», Химки Зрителей: 3100 Судьи: Дубравко Мухвич (Карловац) ; Элиас Коромилас (Афины) ; Андрей Ловсин (Любляна) |

| 14 марта 2012 20:00 | Отчёт | Красные крылья                     | 62:61    | Енисей                                  | МТЛ-Арена, Самара Зрителей: 1000 Судьи: Владимир Охрименко (Уфа) ; Сергей Круг (Новосибирск) ; Алексей Чудин (Москва) |
| 14 марта 2012 20:00 | Отчёт | 19:16, 13:18, 16:14, 14:13         |          |                                         | МТЛ-Арена, Самара Зрителей: 1000 Судьи: Владимир Охрименко (Уфа) ; Сергей Круг (Новосибирск) ; Алексей Чудин (Москва) |
| 14 марта 2012 20:00 | Отчёт | Брион Раш 14, 2 игрока по 11       | Очки     | Брайан Чейз 14, Сергей Топоров 13       | МТЛ-Арена, Самара Зрителей: 1000 Судьи: Владимир Охрименко (Уфа) ; Сергей Круг (Новосибирск) ; Алексей Чудин (Москва) |
| 14 марта 2012 20:00 | Отчёт | Никита Балашов, Юрий Васильев по 5 | Подборы  | Сергей Топоров 9, Брайан Чейз 7         | МТЛ-Арена, Самара Зрителей: 1000 Судьи: Владимир Охрименко (Уфа) ; Сергей Круг (Новосибирск) ; Алексей Чудин (Москва) |
| 14 марта 2012 20:00 | Отчёт | Аарон Майлз 7, Брион Раш 3         | Передачи | Андрей Комаровский, Сергей Топоров по 3 | МТЛ-Арена, Самара Зрителей: 1000 Судьи: Владимир Охрименко (Уфа) ; Сергей Круг (Новосибирск) ; Алексей Чудин (Москва) |

| 23 марта 2012 19:00 | Отчёт | Спартак                                | 82:79    | Нижний Новгород                   | Спортивный комплекс «Юбилейный», Санкт-Петербург Зрителей: 1200 Судьи: Александр Горшков (Иваново) ; Владимир Соседов (Москва) ; Александр Говердовский (Москва) |
| 23 марта 2012 19:00 | Отчёт | 12:24, 25:20, 23:18, 22:17             |          |                                   | Спортивный комплекс «Юбилейный», Санкт-Петербург Зрителей: 1200 Судьи: Александр Горшков (Иваново) ; Владимир Соседов (Москва) ; Александр Говердовский (Москва) |
| 23 марта 2012 19:00 | Отчёт | Валерий Лиходей 19, Янис Стрелниекс 17 | Очки     | Неманья Протич 16, Иван Паунич 15 | Спортивный комплекс «Юбилейный», Санкт-Петербург Зрителей: 1200 Судьи: Александр Горшков (Иваново) ; Владимир Соседов (Москва) ; Александр Говердовский (Москва) |
| 23 марта 2012 19:00 | Отчёт | Патрик Беверли 9,Валерий Лиходей 6     | Подборы  | Иван Паунич 9, Неманья Протич 8   | Спортивный комплекс «Юбилейный», Санкт-Петербург Зрителей: 1200 Судьи: Александр Горшков (Иваново) ; Владимир Соседов (Москва) ; Александр Говердовский (Москва) |
| 23 марта 2012 19:00 | Отчёт | Патрик Беверли 4, Янис Стрелниекс 3    | Передачи | Иван Паунич 5, Иван Савельев 4    | Спортивный комплекс «Юбилейный», Санкт-Петербург Зрителей: 1200 Судьи: Александр Горшков (Иваново) ; Владимир Соседов (Москва) ; Александр Говердовский (Москва) |

| 23 марта 2012 19:00 | Отчёт | Химки                                | 91:80    | Триумф                              | Дворец спорта «Новатор», Химки Зрителей: 2450 Судьи: Сергей Круг (Новосибирск) ; Семён Овинов (Москва) ; Игорь Деменков (Санкт-Петербург) |
| 23 марта 2012 19:00 | Отчёт | 24:19, 20:21, 23:16, 24:24           |          |                                     | Дворец спорта «Новатор», Химки Зрителей: 2450 Судьи: Сергей Круг (Новосибирск) ; Семён Овинов (Москва) ; Игорь Деменков (Санкт-Петербург) |
| 23 марта 2012 19:00 | Отчёт | Виталий Фридзон 18, Сергей Моня 16   | Очки     | Давон Джефферсон 19, 2 игрока по 14 | Дворец спорта «Новатор», Химки Зрителей: 2450 Судьи: Сергей Круг (Новосибирск) ; Семён Овинов (Москва) ; Игорь Деменков (Санкт-Петербург) |
| 23 марта 2012 19:00 | Отчёт | Зоран Планинич 5, 3 игрока по 4      | Подборы  | Давон Джефферсон 6, 4 игрока по 4   | Дворец спорта «Новатор», Химки Зрителей: 2450 Судьи: Сергей Круг (Новосибирск) ; Семён Овинов (Москва) ; Игорь Деменков (Санкт-Петербург) |
| 23 марта 2012 19:00 | Отчёт | Виталий Фридзон, Зоран Планинич по 4 | Передачи | Давон Джефферсон, Тивайн Макки по6  | Дворец спорта «Новатор», Химки Зрителей: 2450 Судьи: Сергей Круг (Новосибирск) ; Семён Овинов (Москва) ; Игорь Деменков (Санкт-Петербург) |

| 23 марта 2012 19:30 | Отчёт | Локомотив-Кубань                   | 89:85 ОТ | Красные крылья                   | Спортивный комплекс «Баскет-Холл», Краснодар Зрителей: 1500 Судьи: Антон Махлин (Санкт-Петербург) ; Сергей Буланов (Ульяновск) ; Сергей Беляков (Ижевск) |
| 23 марта 2012 19:30 | Отчёт | 27:24, 17:15, 14:15, 16:20, 15:11  |          |                                  | Спортивный комплекс «Баскет-Холл», Краснодар Зрителей: 1500 Судьи: Антон Махлин (Санкт-Петербург) ; Сергей Буланов (Ульяновск) ; Сергей Беляков (Ижевск) |
| 23 марта 2012 19:30 | Отчёт | Джереми Месси 25, Келвин Риверс 15 | Очки     | Брион Раш 27, Юрий Васильев 13   | Спортивный комплекс «Баскет-Холл», Краснодар Зрителей: 1500 Судьи: Антон Махлин (Санкт-Петербург) ; Сергей Буланов (Ульяновск) ; Сергей Беляков (Ижевск) |
| 23 марта 2012 19:30 | Отчёт | Джереми Месси 12, Келвин Риверс 8  | Подборы  | Аарон Майлз, Драган Лабович по 6 | Спортивный комплекс «Баскет-Холл», Краснодар Зрителей: 1500 Судьи: Антон Махлин (Санкт-Петербург) ; Сергей Буланов (Ульяновск) ; Сергей Беляков (Ижевск) |
| 23 марта 2012 19:30 | Отчёт | Джереми Месси 5, Сергей Быков 2    | Передачи | Аарон Майлз 9, Брион Раш 4       | Спортивный комплекс «Баскет-Холл», Краснодар Зрителей: 1500 Судьи: Антон Махлин (Санкт-Петербург) ; Сергей Буланов (Ульяновск) ; Сергей Беляков (Ижевск) |

| 25 марта 2012 19:00 | Отчёт | Спартак-Приморье                    | 73:65    | Енисей                              | Спорткомплекс «Олимпиец», Владивосток Зрителей: 1500 Судьи: Фёдор Дмитриев (Минск) ; Алексей Давыдов (Москва) ; Алексей Гончаров (Россия) |
| 25 марта 2012 19:00 | Отчёт | 12:22, 28:14, 18:19, 15:10          |          |                                     | Спорткомплекс «Олимпиец», Владивосток Зрителей: 1500 Судьи: Фёдор Дмитриев (Минск) ; Алексей Давыдов (Москва) ; Алексей Гончаров (Россия) |
| 25 марта 2012 19:00 | Отчёт | Тори Томас 20, 2 игрока по 9        | Очки     | Брайан Чейз 18, Андрей Трушкин 13   | Спорткомплекс «Олимпиец», Владивосток Зрителей: 1500 Судьи: Фёдор Дмитриев (Минск) ; Алексей Давыдов (Москва) ; Алексей Гончаров (Россия) |
| 25 марта 2012 19:00 | Отчёт | Александр Савенков 8, 2 игрока по 6 | Подборы  | Андрей Трушкин 8, Сергей Топоров 6  | Спорткомплекс «Олимпиец», Владивосток Зрителей: 1500 Судьи: Фёдор Дмитриев (Минск) ; Алексей Давыдов (Москва) ; Алексей Гончаров (Россия) |
| 25 марта 2012 19:00 | Отчёт | Тори Томас 4, 2 игрока по 2         | Передачи | Андрей Комаровский 4, 2 игрока по 2 | Спорткомплекс «Олимпиец», Владивосток Зрителей: 1500 Судьи: Фёдор Дмитриев (Минск) ; Алексей Давыдов (Москва) ; Алексей Гончаров (Россия) |

| 28 марта 2012 19:30 | Отчёт | Триумф                            | 96:91 ОТ | Красные крылья                  | Дворец спорта «Триумф», Люберцы Зрителей: 1300 Судьи: Антон Махлин (Санкт-Петербург) ; Илья Путенко (Санкт-Петербург) ; Рафаэль Ганиев (Калуга) |
| 28 марта 2012 19:30 | Отчёт | 24:17, 32:25, 17:15, 11:27, 12:7  |          |                                 | Дворец спорта «Триумф», Люберцы Зрителей: 1300 Судьи: Антон Махлин (Санкт-Петербург) ; Илья Путенко (Санкт-Петербург) ; Рафаэль Ганиев (Калуга) |
| 28 марта 2012 19:30 | Отчёт | Сергей Карасёв 26, 2 игрока по 19 | Очки     | Брион Раш 21, 2 игрока по 13    | Дворец спорта «Триумф», Люберцы Зрителей: 1300 Судьи: Антон Махлин (Санкт-Петербург) ; Илья Путенко (Санкт-Петербург) ; Рафаэль Ганиев (Калуга) |
| 28 марта 2012 19:30 | Отчёт | Кайл Лэндри 10, Сергей Карасёв 9  | Подборы  | Драган Лабович 6, 4 игрока по 5 | Дворец спорта «Триумф», Люберцы Зрителей: 1300 Судьи: Антон Махлин (Санкт-Петербург) ; Илья Путенко (Санкт-Петербург) ; Рафаэль Ганиев (Калуга) |
| 28 марта 2012 19:30 | Отчёт | Тивайн Макки 7, Сергей Карасёв 4  | Передачи | Брион Раш 6, Роландас Алиевас 5 | Дворец спорта «Триумф», Люберцы Зрителей: 1300 Судьи: Антон Махлин (Санкт-Петербург) ; Илья Путенко (Санкт-Петербург) ; Рафаэль Ганиев (Калуга) |

| 30 марта 2012 19:00 | Отчёт | Спартак-Приморье                    | 80:92    | Локомотив-Кубань                | Спорткомплекс «Олимпиец», Владивосток Зрителей: 1500 Судьи: Сергей Буланов (Ульяновск) ; Сергей Михайлов (Москва) ; Александр Говердовский (Москва) |
| 30 марта 2012 19:00 | Отчёт | 19:35, 19:16, 19:24, 23:17          |          |                                 | Спорткомплекс «Олимпиец», Владивосток Зрителей: 1500 Судьи: Сергей Буланов (Ульяновск) ; Сергей Михайлов (Москва) ; Александр Говердовский (Москва) |
| 30 марта 2012 19:00 | Отчёт | Николай Падиус 16, Тори Томас 14    | Очки     | Сергей Быков 20, Али Траоре 18  | Спорткомплекс «Олимпиец», Владивосток Зрителей: 1500 Судьи: Сергей Буланов (Ульяновск) ; Сергей Михайлов (Москва) ; Александр Говердовский (Москва) |
| 30 марта 2012 19:00 | Отчёт | Александр Савенков 6, 2 игрока по 5 | Подборы  | Джереми Месси 13, Али Траоре 7  | Спорткомплекс «Олимпиец», Владивосток Зрителей: 1500 Судьи: Сергей Буланов (Ульяновск) ; Сергей Михайлов (Москва) ; Александр Говердовский (Москва) |
| 30 марта 2012 19:00 | Отчёт | Евгений Бабурин , Виктор Усков по 4 | Передачи | Сергей Быков 7, Джереми Месси 4 | Спорткомплекс «Олимпиец», Владивосток Зрителей: 1500 Судьи: Сергей Буланов (Ульяновск) ; Сергей Михайлов (Москва) ; Александр Говердовский (Москва) |

| 1 апреля 2012 19:00 | Отчёт | ЦСКА                                      | 97:53    | Нижний Новгород                  | Универсальный спортивный комплекс ЦСКА, Москва Зрителей: 2100 Судьи: Сергей Буланов (Ульяновск) ; Фёдор Дмитриев (Минск) ; Семён Овинов (Москва) |
| 1 апреля 2012 19:00 | Отчёт | 26:19, 18:14, 22:12, 31:17                |          |                                  | Универсальный спортивный комплекс ЦСКА, Москва Зрителей: 2100 Судьи: Сергей Буланов (Ульяновск) ; Фёдор Дмитриев (Минск) ; Семён Овинов (Москва) |
| 1 апреля 2012 19:00 | Отчёт | Дариуш Лавринович 14, Андрей Кириленко 12 | Очки     | 3 игрока по 9                    | Универсальный спортивный комплекс ЦСКА, Москва Зрителей: 2100 Судьи: Сергей Буланов (Ульяновск) ; Фёдор Дмитриев (Минск) ; Семён Овинов (Москва) |
| 1 апреля 2012 19:00 | Отчёт | Виктор Хряпа 8, Андрей Воронцевич 6       | Подборы  | Семён Антонов 10, Иван Паунич 5  | Универсальный спортивный комплекс ЦСКА, Москва Зрителей: 2100 Судьи: Сергей Буланов (Ульяновск) ; Фёдор Дмитриев (Минск) ; Семён Овинов (Москва) |
| 1 апреля 2012 19:00 | Отчёт | 3 игрока по 4                             | Передачи | Неманья Протич 4 , Иван Паунич 3 | Универсальный спортивный комплекс ЦСКА, Москва Зрителей: 2100 Судьи: Сергей Буланов (Ульяновск) ; Фёдор Дмитриев (Минск) ; Семён Овинов (Москва) |

| 1 апреля 2012 18:00 | Отчёт | Спартак                               | 89:65    | УНИКС                                | Спортивный комплекс «Юбилейный», Санкт-Петербург Зрителей: 4100 Судьи: Саша Пукл (Марибор) ; Дамир Явор (Любляна) ; Срдан Дозаи (Загреб) |
| 1 апреля 2012 18:00 | Отчёт | 18:17, 20:19, 27:21, 24:8             |          |                                      | Спортивный комплекс «Юбилейный», Санкт-Петербург Зрителей: 4100 Судьи: Саша Пукл (Марибор) ; Дамир Явор (Любляна) ; Срдан Дозаи (Загреб) |
| 1 апреля 2012 18:00 | Отчёт | Патрик Беверли 21, Йотам Гальперин 20 | Очки     | Артём Яковенко 14, Келли Маккарти 11 | Спортивный комплекс «Юбилейный», Санкт-Петербург Зрителей: 4100 Судьи: Саша Пукл (Марибор) ; Дамир Явор (Любляна) ; Срдан Дозаи (Загреб) |
| 1 апреля 2012 18:00 | Отчёт | Патрик Беверли 6, 2 игрока по 4       | Подборы  | Натан Джаваи 5, 2 игрока по 4        | Спортивный комплекс «Юбилейный», Санкт-Петербург Зрителей: 4100 Судьи: Саша Пукл (Марибор) ; Дамир Явор (Любляна) ; Срдан Дозаи (Загреб) |
| 1 апреля 2012 18:00 | Отчёт | Патрик Беверли 6, Виктор Кейру 4      | Передачи | Пётр Самойленко, Террелл Лайдэй по 3 | Спортивный комплекс «Юбилейный», Санкт-Петербург Зрителей: 4100 Судьи: Саша Пукл (Марибор) ; Дамир Явор (Любляна) ; Срдан Дозаи (Загреб) |

| 1 апреля 2012 17:00 | Отчёт | Красные крылья                    | 68:79    | Химки                                   | МТЛ-Арена, Самара Зрителей: 1200 Судьи: Сергей Круг (Новосибирск) ; Александр Горшков (Иваново) ; Илья Путенко (Санкт-Петербург) |
| 1 апреля 2012 17:00 | Отчёт | 16:28, 11:18, 25:14, 16:19        |          |                                         | МТЛ-Арена, Самара Зрителей: 1200 Судьи: Сергей Круг (Новосибирск) ; Александр Горшков (Иваново) ; Илья Путенко (Санкт-Петербург) |
| 1 апреля 2012 17:00 | Отчёт | Брион Раш 16, Никита Балашов 13   | Очки     | Алексей Жуканенко, Зоран Планинич по 14 | МТЛ-Арена, Самара Зрителей: 1200 Судьи: Сергей Круг (Новосибирск) ; Александр Горшков (Иваново) ; Илья Путенко (Санкт-Петербург) |
| 1 апреля 2012 17:00 | Отчёт | Никита Балашов 7, Юрий Васильев 6 | Подборы  | Зоран Планинич 6, Алексей Жуканенко 5   | МТЛ-Арена, Самара Зрителей: 1200 Судьи: Сергей Круг (Новосибирск) ; Александр Горшков (Иваново) ; Илья Путенко (Санкт-Петербург) |
| 1 апреля 2012 17:00 | Отчёт | Аарон Майлз 5, 2 игрока по 2      | Передачи | Зоран Планинич 6, 6 игроков по 2        | МТЛ-Арена, Самара Зрителей: 1200 Судьи: Сергей Круг (Новосибирск) ; Александр Горшков (Иваново) ; Илья Путенко (Санкт-Петербург) |

| 2 апреля 2012 19:10 | Отчёт | Енисей                                    | 96:87    | Локомотив-Кубань                     | Дворец спорта имени Ивана Ярыгина, Красноярск Зрителей: 1500 Судьи: Сергей Михайлов (Москва); Владимир Разбежкин (Уфа); Владимир Соседов (Москва) |
| 2 апреля 2012 19:10 | Отчёт | 23:25, 26:30, 21:23, 26:9                 |          |                                      | Дворец спорта имени Ивана Ярыгина, Красноярск Зрителей: 1500 Судьи: Сергей Михайлов (Москва); Владимир Разбежкин (Уфа); Владимир Соседов (Москва) |
| 2 апреля 2012 19:10 | Отчёт | Душан Шакота 23, Брайан Чейз 17           | Очки     | Джереми Месси 21, Максим Шелекето 11 | Дворец спорта имени Ивана Ярыгина, Красноярск Зрителей: 1500 Судьи: Сергей Михайлов (Москва); Владимир Разбежкин (Уфа); Владимир Соседов (Москва) |
| 2 апреля 2012 19:10 | Отчёт | Элмедин Киканович 6, Андрей Комаровский 5 | Подборы  | Джереми Месси 10, Максим Шелекето 3  | Дворец спорта имени Ивана Ярыгина, Красноярск Зрителей: 1500 Судьи: Сергей Михайлов (Москва); Владимир Разбежкин (Уфа); Владимир Соседов (Москва) |
| 2 апреля 2012 19:10 | Отчёт | Марко Маринович 7, Брайан Чейз 6          | Передачи | Владо Илиевски,Сергей Быков по 4     | Дворец спорта имени Ивана Ярыгина, Красноярск Зрителей: 1500 Судьи: Сергей Михайлов (Москва); Владимир Разбежкин (Уфа); Владимир Соседов (Москва) |

| 5 апреля 2012 19:00 | Отчёт | УНИКС                              | 65:73    | Химки                              | Баскет-холл, Казань Зрителей: 3000 Судьи: Антон Махлин (Санкт-Петербург) ; Сергей Буланов (Ульяновск) ; Геннадий Пономарёв (Азов) |
| 5 апреля 2012 19:00 | Отчёт | 16:16, 13:20, 18:12, 18:25         |          |                                    | Баскет-холл, Казань Зрителей: 3000 Судьи: Антон Махлин (Санкт-Петербург) ; Сергей Буланов (Ульяновск) ; Геннадий Пономарёв (Азов) |
| 5 апреля 2012 19:00 | Отчёт | Артём Яковенко 16, Натан Джаваи 12 | Очки     | Томас Келати, Зоран Планинич по 12 | Баскет-холл, Казань Зрителей: 3000 Судьи: Антон Махлин (Санкт-Петербург) ; Сергей Буланов (Ульяновск) ; Геннадий Пономарёв (Азов) |
| 5 апреля 2012 19:00 | Отчёт | Натан Джаваи 11, Артём Яковенко 9  | Подборы  | Алексей Жуканенко 7, Сергей Моня 6 | Баскет-холл, Казань Зрителей: 3000 Судьи: Антон Махлин (Санкт-Петербург) ; Сергей Буланов (Ульяновск) ; Геннадий Пономарёв (Азов) |
| 5 апреля 2012 19:00 | Отчёт | Пётр Самойленко, Линн Грир по 3    | Передачи | Зоран Планинич 5, 2 игрока по 3    | Баскет-холл, Казань Зрителей: 3000 Судьи: Антон Махлин (Санкт-Петербург) ; Сергей Буланов (Ульяновск) ; Геннадий Пономарёв (Азов) |

| 5 апреля 2012 18:45 | Отчёт | Спартак-Приморье                  | 91:80    | Нижний Новгород                     | Спорткомплекс «Олимпиец», Владивосток Зрителей: 1500 Судьи: Александр Горшков (Иваново) ; Семён Овинов (Москва) ; Станислав Валеев (Самара) |
| 5 апреля 2012 18:45 | Отчёт | 22:22, 16:22, 32:16, 21:20        |          |                                     | Спорткомплекс «Олимпиец», Владивосток Зрителей: 1500 Судьи: Александр Горшков (Иваново) ; Семён Овинов (Москва) ; Станислав Валеев (Самара) |
| 5 апреля 2012 18:45 | Отчёт | Николай Падиус 21, Шон Денисон 19 | Очки     | Примож Брежец 15, 2 игрока по 13    | Спорткомплекс «Олимпиец», Владивосток Зрителей: 1500 Судьи: Александр Горшков (Иваново) ; Семён Овинов (Москва) ; Станислав Валеев (Самара) |
| 5 апреля 2012 18:45 | Отчёт | Тори Томас 9, Шон Денисон 7       | Подборы  | Дмитрий Головин 9, Примож Брежец 8  | Спорткомплекс «Олимпиец», Владивосток Зрителей: 1500 Судьи: Александр Горшков (Иваново) ; Семён Овинов (Москва) ; Станислав Валеев (Самара) |
| 5 апреля 2012 18:45 | Отчёт | Тори Томас 11, Евгений Бабурин 3  | Передачи | Дмитрий Головин 5, Неманья Протич 3 | Спорткомплекс «Олимпиец», Владивосток Зрителей: 1500 Судьи: Александр Горшков (Иваново) ; Семён Овинов (Москва) ; Станислав Валеев (Самара) |

| 5 апреля 2012 19:00 | [ Отчёт] | Спартак                                 | 86:63    | Красные крылья                     | Спортивный комплекс «Юбилейный», Санкт-Петербург Зрителей: 1500 Судьи: Владимир Охрименко (Уфа) ; Владимир Дадугин (Москва) ; Фёдор Дмитриев (Минск) |
| 5 апреля 2012 19:00 | [ Отчёт] | 17:15, 21:24, 25:15, 23:9               |          |                                    | Спортивный комплекс «Юбилейный», Санкт-Петербург Зрителей: 1500 Судьи: Владимир Охрименко (Уфа) ; Владимир Дадугин (Москва) ; Фёдор Дмитриев (Минск) |
| 5 апреля 2012 19:00 | [ Отчёт] | Валерий Лиходей 19, Патрик Беверли 17   | Очки     | Брион Раш 22, Никита Балашов 9     | Спортивный комплекс «Юбилейный», Санкт-Петербург Зрителей: 1500 Судьи: Владимир Охрименко (Уфа) ; Владимир Дадугин (Москва) ; Фёдор Дмитриев (Минск) |
| 5 апреля 2012 19:00 | [ Отчёт] | Патрик Беверли 7, Владимир Драгичевич 6 | Подборы  | Аарон Майлз, Роландас Алиевас по 5 | Спортивный комплекс «Юбилейный», Санкт-Петербург Зрителей: 1500 Судьи: Владимир Охрименко (Уфа) ; Владимир Дадугин (Москва) ; Фёдор Дмитриев (Минск) |
| 5 апреля 2012 19:00 | [ Отчёт] | Йотам Гальперин 7, Патрик Беверли 5     | Передачи | Аарон Майлз 7, Брион Раш 3         | Спортивный комплекс «Юбилейный», Санкт-Петербург Зрителей: 1500 Судьи: Владимир Охрименко (Уфа) ; Владимир Дадугин (Москва) ; Фёдор Дмитриев (Минск) |

| 6 апреля 2012 19:10 | Отчёт | Енисей                               | 73:91    | Триумф                               | Дворец спорта имени Ивана Ярыгина, Красноярск Зрителей: 1500 Судьи: Сергей Круг (Новосибирск) ; Алексей Давыдов (Москва) ; Юрий Зинкевич (Новосибирск) |
| 6 апреля 2012 19:10 | Отчёт | 18:21, 20:27, 17:30, 18:13           |          |                                      | Дворец спорта имени Ивана Ярыгина, Красноярск Зрителей: 1500 Судьи: Сергей Круг (Новосибирск) ; Алексей Давыдов (Москва) ; Юрий Зинкевич (Новосибирск) |
| 6 апреля 2012 19:10 | Отчёт | Брайан Чейз 28, Элмедин Киканович 15 | Очки     | Давон Джефферсон 25, Тивайн Макки 20 | Дворец спорта имени Ивана Ярыгина, Красноярск Зрителей: 1500 Судьи: Сергей Круг (Новосибирск) ; Алексей Давыдов (Москва) ; Юрий Зинкевич (Новосибирск) |
| 6 апреля 2012 19:10 | Отчёт | Брайан Чейз 6, Элмедин Киканович 4   | Подборы  | Давон Джефферсон 8, 3 игрока по 6    | Дворец спорта имени Ивана Ярыгина, Красноярск Зрителей: 1500 Судьи: Сергей Круг (Новосибирск) ; Алексей Давыдов (Москва) ; Юрий Зинкевич (Новосибирск) |
| 6 апреля 2012 19:10 | Отчёт | Марко Маринович 3, Брайан Чейз 2     | Передачи | Тивайн Макки 7, Артём Вихров 1       | Дворец спорта имени Ивана Ярыгина, Красноярск Зрителей: 1500 Судьи: Сергей Круг (Новосибирск) ; Алексей Давыдов (Москва) ; Юрий Зинкевич (Новосибирск) |

| 8 апреля 2012 18:00 | Отчёт | Спартак                             | 78:88    | ЦСКА                                 | Спортивный комплекс «Юбилейный», Санкт-Петербург Зрителей: 6500 Судьи: Мюрат Биричик (Стамбул) ; Владимир Охрименко (Уфа) ; Евгений Ветров (Казань) |
| 8 апреля 2012 18:00 | Отчёт | 16:24, 22:21, 17:18, 23:25          |          |                                      | Спортивный комплекс «Юбилейный», Санкт-Петербург Зрителей: 6500 Судьи: Мюрат Биричик (Стамбул) ; Владимир Охрименко (Уфа) ; Евгений Ветров (Казань) |
| 8 апреля 2012 18:00 | Отчёт | Патрик Беверли 18, Виктор Кейру 16  | Очки     | Андрей Кириленко 27, Ненад Крстич 15 | Спортивный комплекс «Юбилейный», Санкт-Петербург Зрителей: 6500 Судьи: Мюрат Биричик (Стамбул) ; Владимир Охрименко (Уфа) ; Евгений Ветров (Казань) |
| 8 апреля 2012 18:00 | Отчёт | Патрик Беверли 5, 3 игрока по 2     | Подборы  | Андрей Кириленко, Виктор Хряпа по 11 | Спортивный комплекс «Юбилейный», Санкт-Петербург Зрителей: 6500 Судьи: Мюрат Биричик (Стамбул) ; Владимир Охрименко (Уфа) ; Евгений Ветров (Казань) |
| 8 апреля 2012 18:00 | Отчёт | Йотам Гальперин 6, Патрик Беверли 5 | Передачи | Милош Теодосич 9,Виктор Хряпа 7      | Спортивный комплекс «Юбилейный», Санкт-Петербург Зрителей: 6500 Судьи: Мюрат Биричик (Стамбул) ; Владимир Охрименко (Уфа) ; Евгений Ветров (Казань) |

| 9 апреля 2012 19:00 | Отчёт | Химки                               | 75:58    | УНИКС                                       | Дворец спорта «Новатор», Химки Зрителей: 6500 Судьи: Мюрат Биричик (Стамбул) ; Владимир Охрименко (Уфа) ; Евгений Ветров (Казань) |
| 9 апреля 2012 19:00 | Отчёт | 15:15, 24:16, 18:13, 18:14          |          |                                             | Дворец спорта «Новатор», Химки Зрителей: 6500 Судьи: Мюрат Биричик (Стамбул) ; Владимир Охрименко (Уфа) ; Евгений Ветров (Казань) |
| 9 апреля 2012 19:00 | Отчёт | Джефф Эдриан 14, Виталий Фридзон 13 | Очки     | Террелл Лайдэй 12, Алексей Саврасенко 11    | Дворец спорта «Новатор», Химки Зрителей: 6500 Судьи: Мюрат Биричик (Стамбул) ; Владимир Охрименко (Уфа) ; Евгений Ветров (Казань) |
| 9 апреля 2012 19:00 | Отчёт | Джефф Эдриан 9, Мэтт Нильсен 5      | Подборы  | Алексей Саврасенко 8, Владимир Веремеенко 6 | Дворец спорта «Новатор», Химки Зрителей: 6500 Судьи: Мюрат Биричик (Стамбул) ; Владимир Охрименко (Уфа) ; Евгений Ветров (Казань) |
| 9 апреля 2012 19:00 | Отчёт | Егор Вяльцев 3, 4 игрока по 2       | Передачи | Пётр Самойленко 5, 6 игроков по 1           | Дворец спорта «Новатор», Химки Зрителей: 6500 Судьи: Мюрат Биричик (Стамбул) ; Владимир Охрименко (Уфа) ; Евгений Ветров (Казань) |

| 11 апреля 2012 19:30 | Отчёт | Триумф                                | 82:73    | Спартак                              | Дворец спорта «Триумф», Люберцы Зрителей: 2550 Судьи: Александр Горшков (Иваново) ; Василий Галкин (Челябинск) ; Владимир Разбежкин (Уфа) |
| 11 апреля 2012 19:30 | Отчёт | 17:13, 21:17, 18:24, 26:19            |          |                                      | Дворец спорта «Триумф», Люберцы Зрителей: 2550 Судьи: Александр Горшков (Иваново) ; Василий Галкин (Челябинск) ; Владимир Разбежкин (Уфа) |
| 11 апреля 2012 19:30 | Отчёт | Давон Джефферсон 28, Кайл Лэндри 14   | Очки     | Миха Жупан, 2 игрока по 13           | Дворец спорта «Триумф», Люберцы Зрителей: 2550 Судьи: Александр Горшков (Иваново) ; Василий Галкин (Челябинск) ; Владимир Разбежкин (Уфа) |
| 11 апреля 2012 19:30 | Отчёт | Давон Джефферсон, Евгений Валиев по 6 | Подборы  | Патрик Беверли 7, Анатолий Каширов 6 | Дворец спорта «Триумф», Люберцы Зрителей: 2550 Судьи: Александр Горшков (Иваново) ; Василий Галкин (Челябинск) ; Владимир Разбежкин (Уфа) |
| 11 апреля 2012 19:30 | Отчёт | Сергей Карасёв, Тивайн Макки по 4     | Передачи | Патрик Беверли 7,Йотам Гальперин 5   | Дворец спорта «Триумф», Люберцы Зрителей: 2550 Судьи: Александр Горшков (Иваново) ; Василий Галкин (Челябинск) ; Владимир Разбежкин (Уфа) |

| 13 апреля 2012 17:00 | Отчёт | УНИКС                                    | 81:64    | Спартак-Приморье                  | Баскет-холл, Казань Зрителей: 1000 Судьи: Владимир Охрименко (Уфа) ; Рафаэль Ганиев (Калуга) ; Илья Путенко (Санкт-Петербург) |
| 13 апреля 2012 17:00 | Отчёт | 25:17, 22:24, 19:14, 15:9                |          |                                   | Баскет-холл, Казань Зрителей: 1000 Судьи: Владимир Охрименко (Уфа) ; Рафаэль Ганиев (Калуга) ; Илья Путенко (Санкт-Петербург) |
| 13 апреля 2012 17:00 | Отчёт | Террелл Лайдэй 19, Генри Домеркант 15    | Очки     | Тори Томас 17, 2 игрока по 10     | Баскет-холл, Казань Зрителей: 1000 Судьи: Владимир Охрименко (Уфа) ; Рафаэль Ганиев (Калуга) ; Илья Путенко (Санкт-Петербург) |
| 13 апреля 2012 17:00 | Отчёт | Келли Маккарти, Владимир Веремеенко по 9 | Подборы  | Тори Томас 10, Александр Павлов 7 | Баскет-холл, Казань Зрителей: 1000 Судьи: Владимир Охрименко (Уфа) ; Рафаэль Ганиев (Калуга) ; Илья Путенко (Санкт-Петербург) |
| 13 апреля 2012 17:00 | Отчёт | Пётр Самойленко 9, Террелл Лайдэй 6      | Передачи | Тори Томас 5, Николай Падиус 4    | Баскет-холл, Казань Зрителей: 1000 Судьи: Владимир Охрименко (Уфа) ; Рафаэль Ганиев (Калуга) ; Илья Путенко (Санкт-Петербург) |

| 14 апреля 2012 19:10 | Отчёт | Нижний Новгород                  | 99:97    | Енисей                                  | Нагорный дворец спорта профсоюзов, Нижний Новгород Зрителей: 2128 Судьи: Василий Галкин (Челябинск) ; Антон Махлин (Санкт-Петербург) ; Александр Богачёв (Воронеж) |
| 14 апреля 2012 19:10 | Отчёт | 19:25, 25:20, 28:18, 27:34       |          |                                         | Нагорный дворец спорта профсоюзов, Нижний Новгород Зрителей: 2128 Судьи: Василий Галкин (Челябинск) ; Антон Махлин (Санкт-Петербург) ; Александр Богачёв (Воронеж) |
| 14 апреля 2012 19:10 | Отчёт | Иван Паунич 22, Примож Брежец 20 | Очки     | Элмедин Киканович 23, Душан Шакота 17   | Нагорный дворец спорта профсоюзов, Нижний Новгород Зрителей: 2128 Судьи: Василий Галкин (Челябинск) ; Антон Махлин (Санкт-Петербург) ; Александр Богачёв (Воронеж) |
| 14 апреля 2012 19:10 | Отчёт | Примож Брежец 11, 2 игрока по 5  | Подборы  | Элмедин Киканович 6, Сергей Топоров 4   | Нагорный дворец спорта профсоюзов, Нижний Новгород Зрителей: 2128 Судьи: Василий Галкин (Челябинск) ; Антон Махлин (Санкт-Петербург) ; Александр Богачёв (Воронеж) |
| 14 апреля 2012 19:10 | Отчёт | Иван Паунич 4, 2 игрока по 3     | Передачи | Марко Маринович 6, Андрей Комаровский 5 | Нагорный дворец спорта профсоюзов, Нижний Новгород Зрителей: 2128 Судьи: Василий Галкин (Челябинск) ; Антон Махлин (Санкт-Петербург) ; Александр Богачёв (Воронеж) |

| 15 апреля 2012 17:00 | Отчёт | Локомотив-Кубань                   | 69:87    | Триумф                               | Спортивный комплекс «Баскет-Холл», Краснодар Зрителей: 1800 Судьи: Сергей Круг (Новосибирск) ; Владимир Дадугин (Москва) ; Алексей Чудин (Москва) |
| 15 апреля 2012 17:00 | Отчёт | 13:14, 17:26, 19:26, 20:21         |          |                                      | Спортивный комплекс «Баскет-Холл», Краснодар Зрителей: 1800 Судьи: Сергей Круг (Новосибирск) ; Владимир Дадугин (Москва) ; Алексей Чудин (Москва) |
| 15 апреля 2012 17:00 | Отчёт | Али Траоре 14, 2 игрока по 12      | Очки     | Давон Джефферсон 23, Тивайн Макки 18 | Спортивный комплекс «Баскет-Холл», Краснодар Зрителей: 1800 Судьи: Сергей Круг (Новосибирск) ; Владимир Дадугин (Москва) ; Алексей Чудин (Москва) |
| 15 апреля 2012 17:00 | Отчёт | Григорий Шуховцов 6, 2 игрока по 5 | Подборы  | Давон Джефферсон 7, 2 игрока по 5    | Спортивный комплекс «Баскет-Холл», Краснодар Зрителей: 1800 Судьи: Сергей Круг (Новосибирск) ; Владимир Дадугин (Москва) ; Алексей Чудин (Москва) |
| 15 апреля 2012 17:00 | Отчёт | Максим Григорьев 6, 2 игрока по 2  | Передачи | Григорий Андреев 3, 3 игрока по 2    | Спортивный комплекс «Баскет-Холл», Краснодар Зрителей: 1800 Судьи: Сергей Круг (Новосибирск) ; Владимир Дадугин (Москва) ; Алексей Чудин (Москва) |

| 17 апреля 2012 19:00 | Отчёт | Спартак-Приморье                 | 66:90    | ЦСКА                                  | Спорткомплекс «Олимпиец», Владивосток Зрителей: 2000 Судьи: Антон Махлин (Санкт-Петербург) ; Василий Галкин (Челябинск) ; Сергей Михайлов (Москва) |
| 17 апреля 2012 19:00 | Отчёт | 16:29, 15:27, 21:13, 14:21       |          |                                       | Спорткомплекс «Олимпиец», Владивосток Зрителей: 2000 Судьи: Антон Махлин (Санкт-Петербург) ; Василий Галкин (Челябинск) ; Сергей Михайлов (Москва) |
| 17 апреля 2012 19:00 | Отчёт | Николай Падиус 17, Тори Томас 15 | Очки     | Дариуш Лавринович 18, Алексей Швед 17 | Спорткомплекс «Олимпиец», Владивосток Зрителей: 2000 Судьи: Антон Махлин (Санкт-Петербург) ; Василий Галкин (Челябинск) ; Сергей Михайлов (Москва) |
| 17 апреля 2012 19:00 | Отчёт | Тори Томас 10, 2 игрока по 5     | Подборы  | Алексей Швед 8, Виктор Хряпа 6        | Спорткомплекс «Олимпиец», Владивосток Зрителей: 2000 Судьи: Антон Махлин (Санкт-Петербург) ; Василий Галкин (Челябинск) ; Сергей Михайлов (Москва) |
| 17 апреля 2012 19:00 | Отчёт | Тори Томас, Евгений Бабурин по 3 | Передачи | Милош Теодосич 13, Самми Мехиа 4      | Спорткомплекс «Олимпиец», Владивосток Зрителей: 2000 Судьи: Антон Махлин (Санкт-Петербург) ; Василий Галкин (Челябинск) ; Сергей Михайлов (Москва) |

| 17 апреля 2012 19:00 | Отчёт | Красные крылья                    | 68:84    | УНИКС                                     | МТЛ-Арена, Самара Зрителей: 1200 Судьи: Владимир Дадугин (Москва) ; Игорь Деменков (Санкт-Петербург) ; Александр Говердовский (Москва) |
| 17 апреля 2012 19:00 | Отчёт | 16:29, 16:19, 24:17, 12:19        |          |                                           | МТЛ-Арена, Самара Зрителей: 1200 Судьи: Владимир Дадугин (Москва) ; Игорь Деменков (Санкт-Петербург) ; Александр Говердовский (Москва) |
| 17 апреля 2012 19:00 | Отчёт | Драган Лабович 19, Брион Раш 14   | Очки     | Владимир Веремеенко 22, Террелл Лайдэй 16 | МТЛ-Арена, Самара Зрителей: 1200 Судьи: Владимир Дадугин (Москва) ; Игорь Деменков (Санкт-Петербург) ; Александр Говердовский (Москва) |
| 17 апреля 2012 19:00 | Отчёт | Драган Лабович 7, Аарон Майлз 6   | Подборы  | Владимир Веремеенко 15, Келли Маккарти 10 | МТЛ-Арена, Самара Зрителей: 1200 Судьи: Владимир Дадугин (Москва) ; Игорь Деменков (Санкт-Петербург) ; Александр Говердовский (Москва) |
| 17 апреля 2012 19:00 | Отчёт | Аарон Майлз 6, Роландас Алиевас 2 | Передачи | Террелл Лайдэй 8, Пётр Самойленко 5       | МТЛ-Арена, Самара Зрителей: 1200 Судьи: Владимир Дадугин (Москва) ; Игорь Деменков (Санкт-Петербург) ; Александр Говердовский (Москва) |

| 19 апреля 2012 19:10 | Отчёт | Нижний Новгород                    | 70:83    | Триумф                               | Нагорный дворец спорта профсоюзов, Нижний Новгород Зрителей: 1920 Судьи: Сергей Михайлов (Москва) ; Геннадий Пономарёв (Азов) ; Алексей Архипов (Рязань) |
| 19 апреля 2012 19:10 | Отчёт | 19:16, 20:18, 19:27, 12:22         |          |                                      | Нагорный дворец спорта профсоюзов, Нижний Новгород Зрителей: 1920 Судьи: Сергей Михайлов (Москва) ; Геннадий Пономарёв (Азов) ; Алексей Архипов (Рязань) |
| 19 апреля 2012 19:10 | Отчёт | Семён Антонов 20, Примож Брежец 19 | Очки     | Давон Джефферсон 20, Тивайн Макки 19 | Нагорный дворец спорта профсоюзов, Нижний Новгород Зрителей: 1920 Судьи: Сергей Михайлов (Москва) ; Геннадий Пономарёв (Азов) ; Алексей Архипов (Рязань) |
| 19 апреля 2012 19:10 | Отчёт | Примож Брежец 9, 3 игрока по 4     | Подборы  | Тивайн Макки 8, 2 игрока по 6        | Нагорный дворец спорта профсоюзов, Нижний Новгород Зрителей: 1920 Судьи: Сергей Михайлов (Москва) ; Геннадий Пономарёв (Азов) ; Алексей Архипов (Рязань) |
| 19 апреля 2012 19:10 | Отчёт | Дмитрий Головин 6, 2 игрока по 2   | Передачи | Тивайн Макки 5, 2 игрока по 3        | Нагорный дворец спорта профсоюзов, Нижний Новгород Зрителей: 1920 Судьи: Сергей Михайлов (Москва) ; Геннадий Пономарёв (Азов) ; Алексей Архипов (Рязань) |

| 20 апреля 2012 20:00 | Отчёт | ЦСКА                               | 98:63    | Красные крылья                      | Универсальный спортивный комплекс ЦСКА, Москва Зрителей: 1500 Судьи: Владимир Охрименко (Уфа) ; Александр Горшков (Иваново) ; Илья Путенко (Санкт-Петербург) |
| 20 апреля 2012 20:00 | Отчёт | 35:14, 22:21, 21:14, 20:14         |          |                                     | Универсальный спортивный комплекс ЦСКА, Москва Зрителей: 1500 Судьи: Владимир Охрименко (Уфа) ; Александр Горшков (Иваново) ; Илья Путенко (Санкт-Петербург) |
| 20 апреля 2012 20:00 | Отчёт | Самми Мехиа 20, Виктор Хряпа 16    | Очки     | Драган Лабович 15, Брион Раш 9      | Универсальный спортивный комплекс ЦСКА, Москва Зрителей: 1500 Судьи: Владимир Охрименко (Уфа) ; Александр Горшков (Иваново) ; Илья Путенко (Санкт-Петербург) |
| 20 апреля 2012 20:00 | Отчёт | Виктор Хряпа 5, 3 игрока по 4      | Подборы  | Драган Лабович 7, Фёдор Лихолитов 5 | Универсальный спортивный комплекс ЦСКА, Москва Зрителей: 1500 Судьи: Владимир Охрименко (Уфа) ; Александр Горшков (Иваново) ; Илья Путенко (Санкт-Петербург) |
| 20 апреля 2012 20:00 | Отчёт | Алексей Швед, Антон Понкрашов по 5 | Передачи | Брион Раш 5, Роландас Алиевас 4     | Универсальный спортивный комплекс ЦСКА, Москва Зрителей: 1500 Судьи: Владимир Охрименко (Уфа) ; Александр Горшков (Иваново) ; Илья Путенко (Санкт-Петербург) |

| 22 апреля 2012 19:00 | Отчёт | Спартак-Приморье                  | 105:59   | Триумф                            | Спорткомплекс «Олимпиец», Владивосток Зрителей: 1500 Судьи: Владимир Соседов (Москва) ; Евгений Ветров (Казань) ; Сергей Беляков (Ижевск) |
| 22 апреля 2012 19:00 | Отчёт | 28:16, 25:19, 21:14, 31:10        |          |                                   | Спорткомплекс «Олимпиец», Владивосток Зрителей: 1500 Судьи: Владимир Соседов (Москва) ; Евгений Ветров (Казань) ; Сергей Беляков (Ижевск) |
| 22 апреля 2012 19:00 | Отчёт | Виктор Усков 16, 3 игрока по 13   | Очки     | Иван Лазарев 14, Артём Вихров 11  | Спорткомплекс «Олимпиец», Владивосток Зрителей: 1500 Судьи: Владимир Соседов (Москва) ; Евгений Ветров (Казань) ; Сергей Беляков (Ижевск) |
| 22 апреля 2012 19:00 | Отчёт | Александр Павлов 7, Шон Денисон 6 | Подборы  | Даниил Соловьев 9, Иван Лазарев 5 | Спорткомплекс «Олимпиец», Владивосток Зрителей: 1500 Судьи: Владимир Соседов (Москва) ; Евгений Ветров (Казань) ; Сергей Беляков (Ижевск) |
| 22 апреля 2012 19:00 | Отчёт | Виктор Усков, Тори Томас по 5     | Передачи | Павел Курышкин 5, 4 игрока по 1   | Спорткомплекс «Олимпиец», Владивосток Зрителей: 1500 Судьи: Владимир Соседов (Москва) ; Евгений Ветров (Казань) ; Сергей Беляков (Ижевск) |

| 24 апреля 2012 19:10 | Отчёт | Енисей                               | 63:84    | Спартак                                | Дворец спорта имени Ивана Ярыгина, Красноярск Судьи: Владимир Дадугин (Москва) ; Рафаэль Ганиев (Калуга) ; Алексей Гончаров (Белгород) |
| 24 апреля 2012 19:10 | Отчёт | 22:18, 12:21, 12:24, 17:21           |          |                                        | Дворец спорта имени Ивана Ярыгина, Красноярск Судьи: Владимир Дадугин (Москва) ; Рафаэль Ганиев (Калуга) ; Алексей Гончаров (Белгород) |
| 24 апреля 2012 19:10 | Отчёт | Элмедин Киканович 17, 2 игрока по 10 | Очки     | Василий Заворуев, Патрик Беверли по 16 | Дворец спорта имени Ивана Ярыгина, Красноярск Судьи: Владимир Дадугин (Москва) ; Рафаэль Ганиев (Калуга) ; Алексей Гончаров (Белгород) |
| 24 апреля 2012 19:10 | Отчёт | Брайан Чейз 8, Элмедин Киканович 7   | Подборы  | Валерий Лиходей 7, Патрик Беверли 6    | Дворец спорта имени Ивана Ярыгина, Красноярск Судьи: Владимир Дадугин (Москва) ; Рафаэль Ганиев (Калуга) ; Алексей Гончаров (Белгород) |
| 24 апреля 2012 19:10 | Отчёт | Брайан Чейз, Марко Маринович по 4    | Передачи | Патрик Беверли 4, Валерий Лиходей 2    | Дворец спорта имени Ивана Ярыгина, Красноярск Судьи: Владимир Дадугин (Москва) ; Рафаэль Ганиев (Калуга) ; Алексей Гончаров (Белгород) |

| 24 апреля 2012 18:00 | Отчёт | УНИКС                                     | 101:75   | Локомотив-Кубань                       | Баскет-холл, Казань Зрителей: 1500 Судьи: Антон Махлин (Санкт-Петербург) ; Василий Галкин (Челябинск) ; Алексей Давыдов (Москва) |
| 24 апреля 2012 18:00 | Отчёт | 33:18, 18:16, 30:21, 20:20                |          |                                        | Баскет-холл, Казань Зрителей: 1500 Судьи: Антон Махлин (Санкт-Петербург) ; Василий Галкин (Челябинск) ; Алексей Давыдов (Москва) |
| 24 апреля 2012 18:00 | Отчёт | Владимир Веремеенко 23, Террелл Лайдэй 20 | Очки     | Лайонел Чалмерс 21, Никита Шабалкин 16 | Баскет-холл, Казань Зрителей: 1500 Судьи: Антон Махлин (Санкт-Петербург) ; Василий Галкин (Челябинск) ; Алексей Давыдов (Москва) |
| 24 апреля 2012 18:00 | Отчёт | Владимир Веремеенко, Артём Яковенко по 10 | Подборы  | Артём Забелин 9, 2 игрока по 5         | Баскет-холл, Казань Зрителей: 1500 Судьи: Антон Махлин (Санкт-Петербург) ; Василий Галкин (Челябинск) ; Алексей Давыдов (Москва) |
| 24 апреля 2012 18:00 | Отчёт | Террелл Лайдэй 7, Владимир Веремеенко 4   | Передачи | Лайонел Чалмерс 6, Максим Григорьев 4  | Баскет-холл, Казань Зрителей: 1500 Судьи: Антон Махлин (Санкт-Петербург) ; Василий Галкин (Челябинск) ; Алексей Давыдов (Москва) |

| 24 апреля 2012 20:00 | Отчёт | ЦСКА                              | 91:72    | Химки                            | Универсальный спортивный комплекс ЦСКА, Москва Зрителей: 3500 Судьи: Матей Болтаузер (Лимбуш) ; Дамир Явор (Любляна) ; Синиша Херцег (Забок) |
| 24 апреля 2012 20:00 | Отчёт | 22:16, 28:21, 22:17, 19:18        |          |                                  | Универсальный спортивный комплекс ЦСКА, Москва Зрителей: 3500 Судьи: Матей Болтаузер (Лимбуш) ; Дамир Явор (Любляна) ; Синиша Херцег (Забок) |
| 24 апреля 2012 20:00 | Отчёт | Алексей Швед 15, Виктор Хряпа 14  | Очки     | Томас Келати 12, Крис Куинн 11   | Универсальный спортивный комплекс ЦСКА, Москва Зрителей: 3500 Судьи: Матей Болтаузер (Лимбуш) ; Дамир Явор (Любляна) ; Синиша Херцег (Забок) |
| 24 апреля 2012 20:00 | Отчёт | Милош Теодосич 6, 2 игрока по 5   | Подборы  | Сергей Моня 7, 2 игрока по 5     | Универсальный спортивный комплекс ЦСКА, Москва Зрителей: 3500 Судьи: Матей Болтаузер (Лимбуш) ; Дамир Явор (Любляна) ; Синиша Херцег (Забок) |
| 24 апреля 2012 20:00 | Отчёт | Милош Теодосич, Виктор Хряпа по 7 | Передачи | Виталий Фридзон 3, 3 игрока по 2 | Универсальный спортивный комплекс ЦСКА, Москва Зрителей: 3500 Судьи: Матей Болтаузер (Лимбуш) ; Дамир Явор (Любляна) ; Синиша Херцег (Забок) |

## Лидеры регулярного сезона по средним показателям за игру
| Показатель                   | ИгрокPl          | Команда          | Статистика |
| ---------------------------- | ---------------- | ---------------- | ---------- |
| Очки в среднем за игру       | Давон Джефферсон | Триумф           | 20,8       |
| Подборов в среднем за игру   | Катберт Виктор   | Спартак-Приморье | 8,1        |
| Передач в среднем за игру    | Аарон Майлз      | Красные крылья   | 6,0        |
| Перехватов в среднем за игру | Патрик Беверли   | Спартак          | 2,4        |
| Блок-шотов в среднем за игру | Тимофей Мозгов   | Химки            | 1,6        |

↑ Игрок должен принять участие минимум в пяти играх

## Награды
- MVP регулярного сезона - Давон Джефферсон (Триумф)[16]

### Первая символическая пятерка
| Позиция  | Игрок             | Команда          | Ссылка |
| -------- | ----------------- | ---------------- | ------ |
| Защитник | Патрик Беверли    | Спартак          | [ 16 ] |
| Защитник | Зоран Планинич    | Химки            | [ 16 ] |
| Форвард  | Андрей Кириленко  | ЦСКА             | [ 16 ] |
| Форвард  | / Джеремайя Мэсси | Локомотив-Кубань | [ 16 ] |
| Форвард  | Давон Джефферсон  | Триумф           | [ 16 ] |

### Вторая символическая пятерка
| Позиция   | Игрок               | Команда          | Ссылка |
| --------- | ------------------- | ---------------- | ------ |
| Защитник  | Тори Томас          | Спартак-Приморье | [ 16 ] |
| Защитник  | Виталий Фридзон     | Химки            | [ 16 ] |
| Форвард   | Виктор Хряпа        | ЦСКА             | [ 16 ] |
| Форвард   | Сергей Карасёв      | Триумф           | [ 16 ] |
| Центровой | Владимир Веремеенко | УНИКС            | [ 16 ] |

## Плей-офф

### Серия матчей за 1-4 места
|  | Полуфинал | Полуфинал      | Полуфинал      | Полуфинал      | Полуфинал      | Полуфинал      | Полуфинал      | Полуфинал | Полуфинал | Полуфинал |   |      | Финал             | Финал          | Финал          | Финал          | Финал          | Финал          | Финал          | Финал | Финал | Финал |
|  |           |                |                |                |                |                |                |           |           |           |   |      |                   |                |                |                |                |                |                |       |       |       |
|  | 1         | ЦСКА           | ЦСКА           | ЦСКА           | ЦСКА           | ЦСКА           | ЦСКА           | 94        | 78        | -         |   |      |                   |                |                |                |                |                |                |       |       |       |
|  | 1         | ЦСКА           | ЦСКА           | ЦСКА           | ЦСКА           | ЦСКА           | ЦСКА           | 94        | 78        | -         |   |      |                   |                |                |                |                |                |                |       |       |       |
|  | 4         | Локомотив-Куб. | Локомотив-Куб. | Локомотив-Куб. | Локомотив-Куб. | Локомотив-Куб. | Локомотив-Куб. | 87        | 72        | -         |   |      |                   |                |                |                |                |                |                |       |       |       |
|  |           |                |                |                |                |                |                |           |           |           | 1 | ЦСКА | ЦСКА              | ЦСКА           | ЦСКА           | 81             | 79             | 90             | -              | -     |       |       |
|  |           |                |                |                |                |                |                |           |           |           | 1 | ЦСКА | ЦСКА              | ЦСКА           | ЦСКА           | 81             | 79             | 90             | -              | -     |       |       |
|  |           |                |                |                |                |                |                |           |           |           |   |      | 2                 | Химки          | Химки          | Химки          | Химки          | 62             | 61             | 75    | -     | -     |
|  | 2         | Химки          | Химки          | Химки          | Химки          | Химки          | Химки          | 102       | 87        | -         |   |      | 2                 | Химки          | Химки          | Химки          | Химки          | 62             | 61             | 75    | -     | -     |
|  | 2         | Химки          | Химки          | Химки          | Химки          | Химки          | Химки          | 102       | 87        | -         |   |      |                   |                |                |                |                |                |                |       |       |       |
|  | 3         | Триумф         | Триумф         | Триумф         | Триумф         | Триумф         | Триумф         | 76        | 82        | -         |   |      |                   |                |                |                |                |                |                |       |       |       |
|  | 3         | Триумф         | Триумф         | Триумф         | Триумф         | Триумф         | Триумф         | 76        | 82        | -         |   |      |                   |                |                |                |                |                |                |       |       |       |
|  |           |                |                |                |                |                |                |           |           |           |   |      | Матч за 3-е место |                |                |                |                |                |                |       |       |       |
|  |           |                |                |                |                |                |                |           |           |           |   |      |                   |                |                |                |                |                |                |       |       |       |
|  |           |                |                |                |                |                |                |           |           |           |   |      |                   |                |                |                |                |                |                |       |       |       |
|  |           |                |                |                |                |                |                |           |           |           |   |      |                   |                |                |                |                |                |                |       |       |       |
|  |           |                |                |                |                |                |                |           |           |           |   |      | 3                 | Триумф         | Триумф         | Триумф         | Триумф         | Триумф         | Триумф         | 91    | 81    | 61    |
|  |           |                |                |                |                |                |                |           |           |           |   |      | 3                 | Триумф         | Триумф         | Триумф         | Триумф         | Триумф         | Триумф         | 91    | 81    | 61    |
|  |           |                |                |                |                |                |                |           |           |           |   |      | 4                 | Локомотив-Куб. | Локомотив-Куб. | Локомотив-Куб. | Локомотив-Куб. | Локомотив-Куб. | Локомотив-Куб. | 86    | 93    | 104   |
|  |           |                |                |                |                |                |                |           |           |           |   |      | 4                 | Локомотив-Куб. | Локомотив-Куб. | Локомотив-Куб. | Локомотив-Куб. | Локомотив-Куб. | Локомотив-Куб. | 86    | 93    | 104   |

### Серия матчей за 5-8 места
|  | Матчи за 5-8 места | Матчи за 5-8 места | Матчи за 5-8 места | Матчи за 5-8 места | Матчи за 5-8 места | Матчи за 5-8 места | Матчи за 5-8 места | Матчи за 5-8 места | Матчи за 5-8 места | Матчи за 5-8 места |   |             | Матчи за 5 место | Матчи за 5 место | Матчи за 5 место | Матчи за 5 место | Матчи за 5 место | Матчи за 5 место | Матчи за 5 место | Матчи за 5 место | Матчи за 5 место | Матчи за 5 место |
|  |                    |                    |                    |                    |                    |                    |                    |                    |                    |                    |   |             |                  |                  |                  |                  |                  |                  |                  |                  |                  |                  |
|  | 5                  | Спартак СПб        | Спартак СПб        | Спартак СПб        | Спартак СПб        | Спартак СПб        | Спартак СПб        | 73                 | 67                 | 78.                |   |             |                  |                  |                  |                  |                  |                  |                  |                  |                  |                  |
|  | 5                  | Спартак СПб        | Спартак СПб        | Спартак СПб        | Спартак СПб        | Спартак СПб        | Спартак СПб        | 73                 | 67                 | 78.                |   |             |                  |                  |                  |                  |                  |                  |                  |                  |                  |                  |
|  | 8                  | Красные крылья     | Красные крылья     | Красные крылья     | Красные крылья     | Красные крылья     | Красные крылья     | 68                 | 75                 | 75                 |   |             |                  |                  |                  |                  |                  |                  |                  |                  |                  |                  |
|  |                    |                    |                    |                    |                    |                    |                    |                    |                    |                    | 5 | Спартак СПб | Спартак СПб      | Спартак СПб      | Спартак СПб      | Спартак СПб      | Спартак СПб      | 75               | 62               | -                |                  |                  |
|  |                    |                    |                    |                    |                    |                    |                    |                    |                    |                    | 5 | Спартак СПб | Спартак СПб      | Спартак СПб      | Спартак СПб      | Спартак СПб      | Спартак СПб      | 75               | 62               | -                |                  |                  |
|  |                    |                    |                    |                    |                    |                    |                    |                    |                    |                    |   |             | 6                | УНИКС            | УНИКС            | УНИКС            | УНИКС            | УНИКС            | УНИКС            | 81               | 73               | -                |
|  | 6                  | УНИКС              | УНИКС              | УНИКС              | УНИКС              | УНИКС              | УНИКС              | 72                 | 74                 | -                  |   |             | 6                | УНИКС            | УНИКС            | УНИКС            | УНИКС            | УНИКС            | УНИКС            | 81               | 73               | -                |
|  | 6                  | УНИКС              | УНИКС              | УНИКС              | УНИКС              | УНИКС              | УНИКС              | 72                 | 74                 | -                  |   |             |                  |                  |                  |                  |                  |                  |                  |                  |                  |                  |
|  | 7                  | Спартак-Приморье   | Спартак-Приморье   | Спартак-Приморье   | Спартак-Приморье   | Спартак-Приморье   | Спартак-Приморье   | 62                 | 60                 | -                  |   |             |                  |                  |                  |                  |                  |                  |                  |                  |                  |                  |
|  | 7                  | Спартак-Приморье   | Спартак-Приморье   | Спартак-Приморье   | Спартак-Приморье   | Спартак-Приморье   | Спартак-Приморье   | 62                 | 60                 | -                  |   |             |                  |                  |                  |                  |                  |                  |                  |                  |                  |                  |
|  |                    |                    |                    |                    |                    |                    |                    |                    |                    |                    |   |             | Матчи за 7 место |                  |                  |                  |                  |                  |                  |                  |                  |                  |
|  |                    |                    |                    |                    |                    |                    |                    |                    |                    |                    |   |             |                  |                  |                  |                  |                  |                  |                  |                  |                  |                  |
|  |                    |                    |                    |                    |                    |                    |                    |                    |                    |                    |   |             |                  |                  |                  |                  |                  |                  |                  |                  |                  |                  |
|  |                    |                    |                    |                    |                    |                    |                    |                    |                    |                    |   |             |                  |                  |                  |                  |                  |                  |                  |                  |                  |                  |
|  |                    |                    |                    |                    |                    |                    |                    |                    |                    |                    |   |             | 7                | Спартак-Приморье | Спартак-Приморье | Спартак-Приморье | Спартак-Приморье | Спартак-Приморье | Спартак-Приморье | 74               | 93               | 66               |
|  |                    |                    |                    |                    |                    |                    |                    |                    |                    |                    |   |             | 7                | Спартак-Приморье | Спартак-Приморье | Спартак-Приморье | Спартак-Приморье | Спартак-Приморье | Спартак-Приморье | 74               | 93               | 66               |
|  |                    |                    |                    |                    |                    |                    |                    |                    |                    |                    |   |             | 8                | Красные крылья   | Красные крылья   | Красные крылья   | Красные крылья   | Красные крылья   | Красные крылья   | 85               | 78               | 62               |
|  |                    |                    |                    |                    |                    |                    |                    |                    |                    |                    |   |             | 8                | Красные крылья   | Красные крылья   | Красные крылья   | Красные крылья   | Красные крылья   | Красные крылья   | 85               | 78               | 62               |

## Итоговое положение
- ЦСКА
- Химки
- Локомотив-Кубань
- 4. Триумф
- 5. УНИКС
- 6. Спартак СПб
- 7. Спартак-Приморье
- 8. Красные крылья
- 9. Нижний Новгород
- 10. Енисей